# 24. April
Der 24. April ist der 114. Tag des gregorianischen Kalenders (der 115. in Schaltjahren), somit bleiben 251 Tage bis zum Jahresende.

## Ereignisse

### Politik und Weltgeschehen

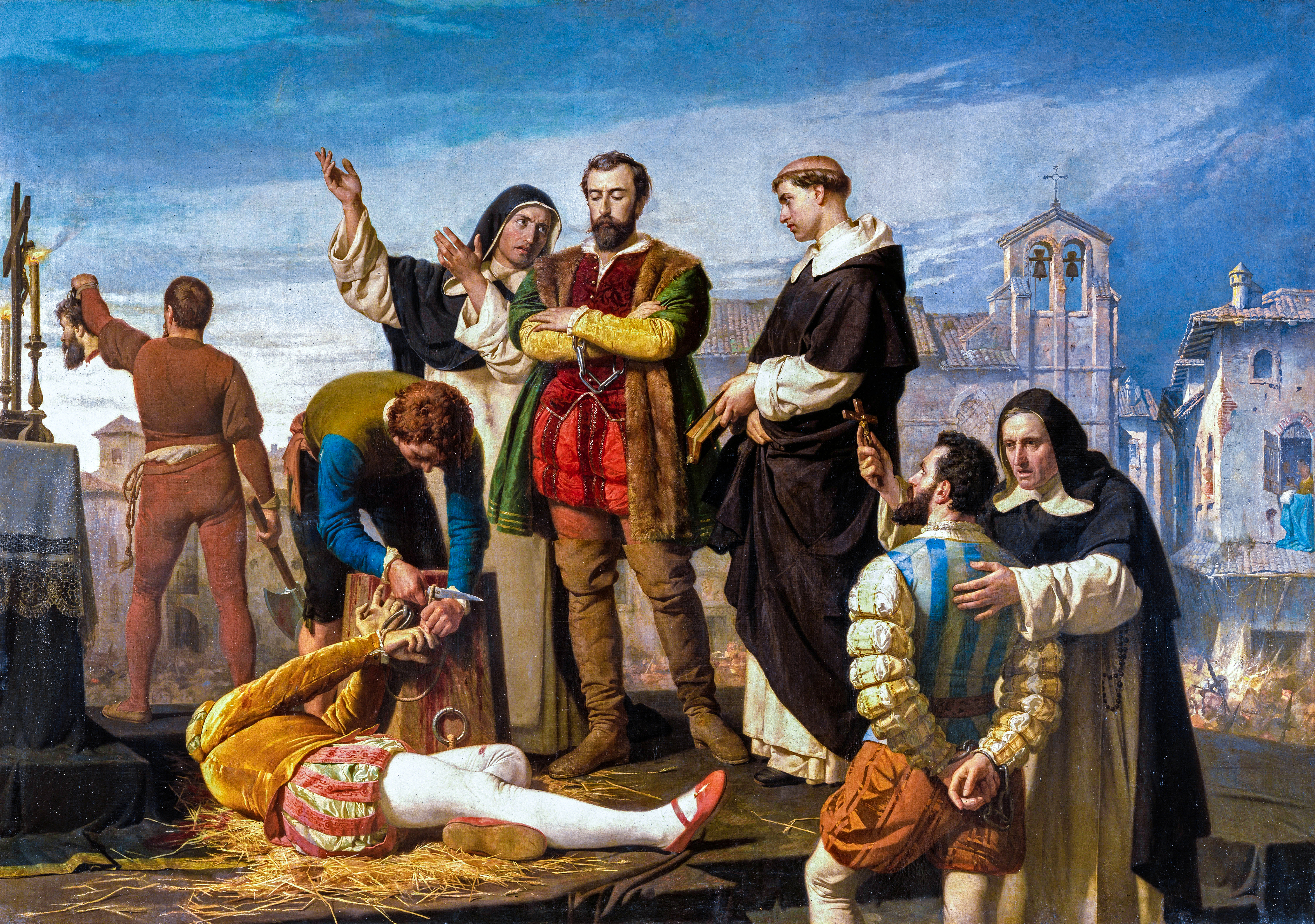
1521: Hinrichtung der Comuneros

- 1521: Juan de Padilla und andere Anführer des Comuneros-Aufstandes in Spanien werden einen Tag nach der Niederlage gegen die Truppen von König Karl in der Schlacht von Villalar hingerichtet.
- 1530: Der römisch-deutsche Kaiser Karl V. unterschreibt in Bologna die Lehensurkunde, die Malta zu einem souveränen Herrschaftsgebiet des Johanniterordens macht.

1547: Kaiser Karl V. nach der Schlacht bei Mühlberg, Gemälde von Tizian

- 1547: Das Heer des Kurfürsten Johann Friedrich von Sachsen wird in der Schlacht bei Mühlberg von den Truppen Kaiser Karls V. und des Herzogs von Alba überrascht und vernichtend geschlagen. Der Kurfürst gerät in Gefangenschaft, der Schmalkaldische Krieg ist für ihn verloren.

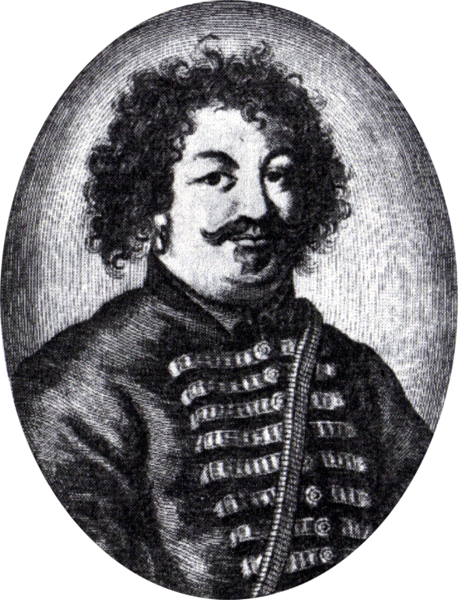
1671: Stenka Rasin

- 1671:  Stenka Rasin, Ataman der Donkosaken und Anführer eines misslungenen Aufstandes gegen das russische Zarenreich, wird durch Verrat in seinem eigenen Gefolge gefangen genommen und an die Regierungstruppen ausgeliefert.
- 1715: Im Großen Nordischen Krieg kommt es zur Seeschlacht bei Fehmarn zwischen einem dänischen und einem schwedischen Geschwader.

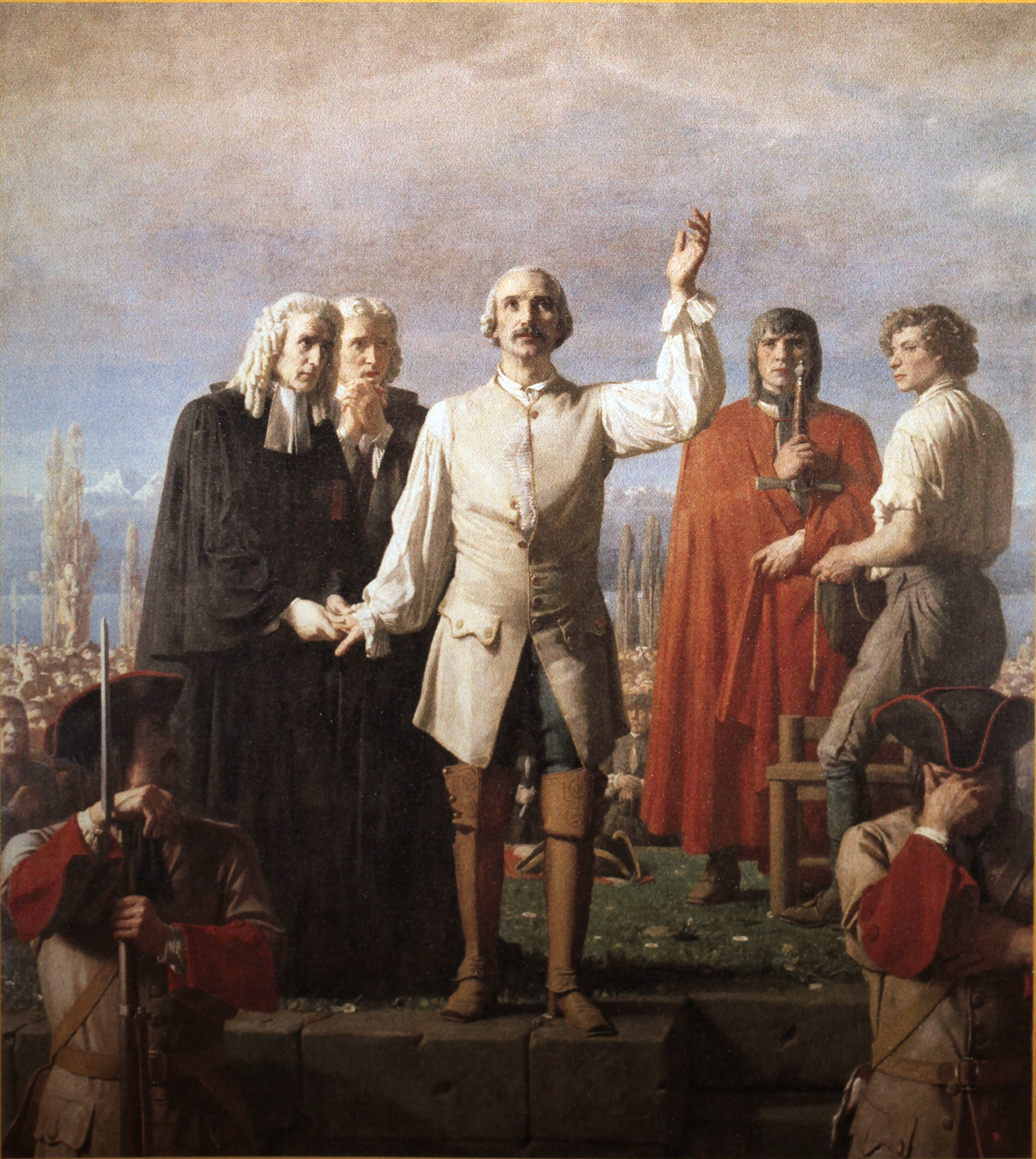
1723: Davel vor seiner Hinrichtung

- 1723: Der Rebell Jean Daniel Abraham Davel, der versucht hat, das Waadtland von der Herrschaft Berns zu befreien, wird in Lausanne hingerichtet.
- 1748: In der freien Reichsstadt Aachen beginnen Friedensverhandlungen zwischen den streitenden Kriegsparteien im Österreichischen Erbfolgekrieg. Sie münden in den am 18. Oktober unterzeichneten Zweiten Aachener Frieden.
- 1814: In Calais landet aus dem Exil der Bruder des in der Französischen Revolution hingerichteten Königs Ludwig XVI., Louis Stanislas Xavier, Graf der Provence, mit einer Schar Adliger. Er übernimmt nach der Verbannung Napoleon Bonapartes durch die Alliierten auf die Insel Elba die Macht. Im Land beginnt die Phase der Restauration der Monarchie der Bourbonen.
- 1815: Mit den Worten ihres Anführers Miloš Obrenović „Da bin ich, und da habt ihr den Krieg mit den Türken!“ proklamieren serbische Adlige ihre Abspaltung vom Osmanischen Reich. In der Folge kommt es zum Zweiten Serbischer Aufstand.
- 1862: Unions-Marineoffizier David Glasgow Farragut überwindet während des Sezessionskrieges mit seiner Flottille die konföderierte Verteidigung am Eingang des Mississippi River; dieser Erfolg führt zur Einnahme von New Orleans wenige Tage später.
- 1877: Mit der Kriegserklärung Russlands an das Osmanische Reich beginnt ein neuerlicher Russisch-Osmanischer Krieg.
- 1884: Das Deutsche Reich stellt die im Vorjahr von Adolf Lüderitz käuflich erworbene Lüderitzbucht samt Hinterland unter seinen Schutz. Dies markiert den Beginn der Kolonie Deutsch-Südwestafrika.

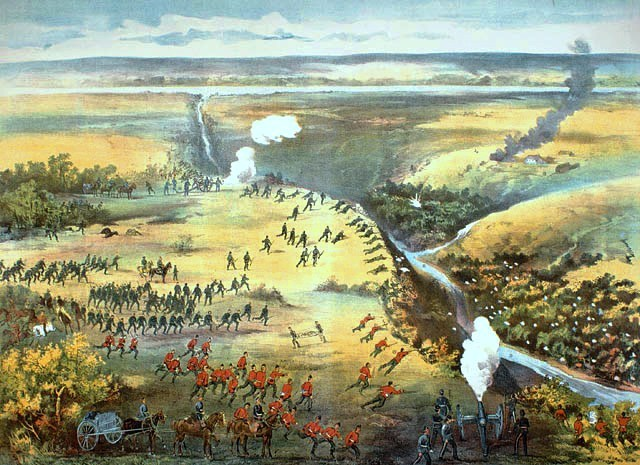
1885: Schlacht am Fish Creek

- 1885: Die Métis besiegen während der Nordwest-Rebellion in Saskatchewan die kanadischen Regierungstruppen in der Schlacht am Fish Creek.
- 1898: Spanien erklärt den Vereinigten Staaten den Krieg. Bereits am nächsten Tag beginnen die Kampfhandlungen im Spanisch-Amerikanischen Krieg.
- 1915: Mit der Verhaftung der ersten 200–400 Mitglieder der armenischen Oberschicht in Istanbul auf Anordnung von Innenminister Talât Pascha beginnt im Osmanischen Reich der Völkermord an den Armeniern.

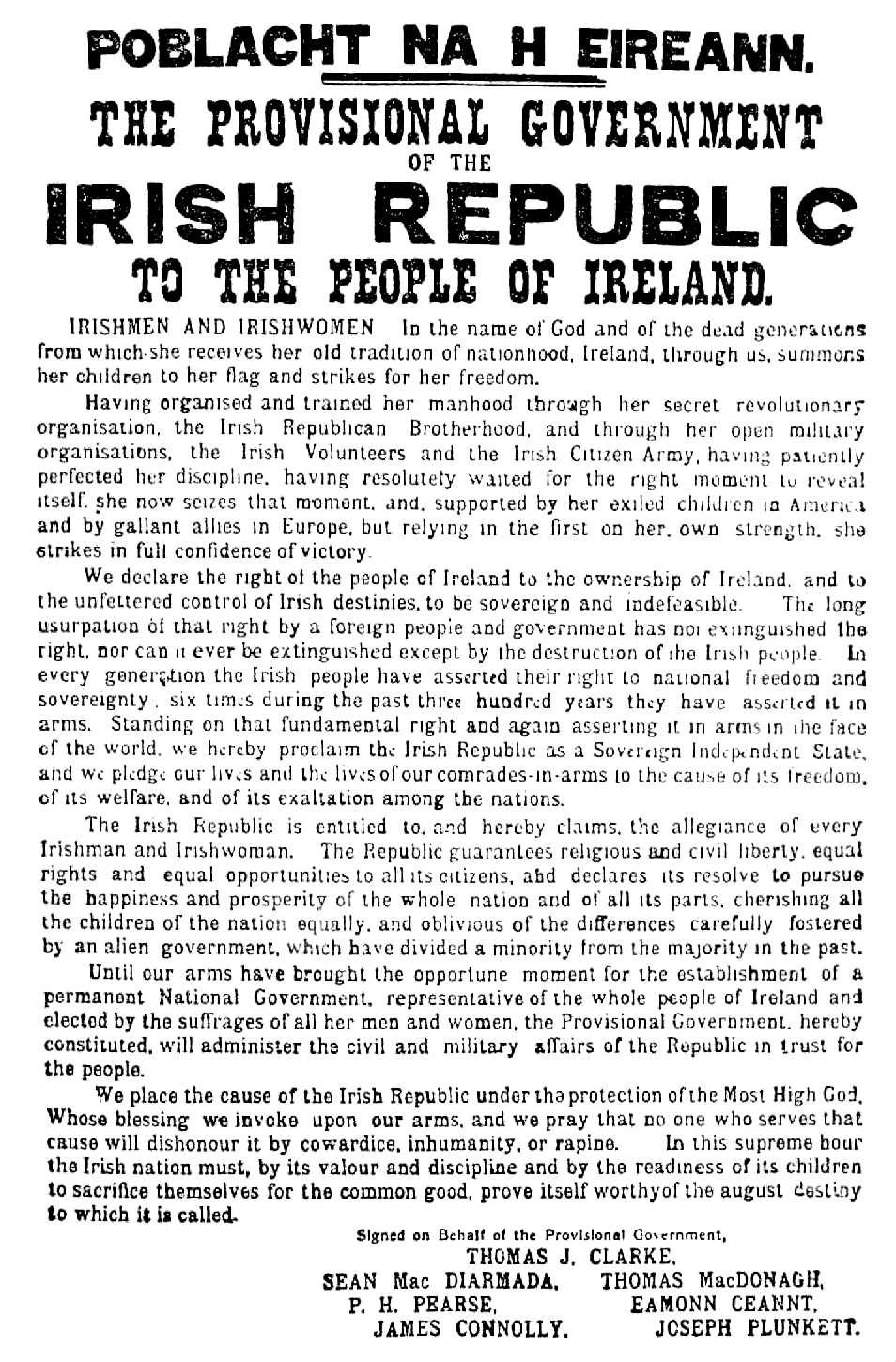
1916: Oster-Proklamation

- 1916: Vor dem Hauptpostamt in Dublin verliest Patrick Pearse im Namen einer Provisorischen Irischen Regierung die Oster-Proklamation und setzt damit den Auftakt zum Osteraufstand in Irland.
- 1918: Bei Villers-Bretonneux kommt es während des Ersten Weltkrieges zum ersten Mal in der Geschichte zu einem direkten Gefecht zwischen gegnerischen Kampfpanzern.
- 1921: Am Bozner Blutsonntag greifen 400 Faschisten einen Umzug des Südtiroler Gewerkschaftsbundes an. Dabei stirbt ein Lehrer, 45 Personen werden schwer verletzt.
- 1926: Zwischen Deutschland und der UdSSR wird der Berliner Vertrag geschlossen, ein zunächst auf fünf Jahre befristeter Freundschaftsvertrag als Fortsetzung des Vertrags von Rapallo.
- 1927: Bei der Nationalratswahl in Österreich treten christlich-soziale und deutschnationale Parteien unter Bundeskanzler Prälat Ignaz Seipel mit einer Einheitsliste an. Die Sozialdemokraten gewinnen Mandate, bleiben aber zweitstärkste Kraft. Der deutschnationale Landbund gewinnt ebenfalls Mandate hinzu.
- 1932: Die gleichzeitig abgehaltenen Gemeinderatswahlen in der Steiermark und in Kärnten sowie die Landtagswahlen in Niederösterreich, Salzburg und Wien bringen den österreichischen Nationalsozialisten starke Stimmengewinne.
- 1964: Das internationale Wiener Übereinkommen über diplomatische Beziehungen tritt in Kraft. Es kodifiziert das bislang im Gewohnheitsrecht wurzelnde Diplomatenrecht.
- 1965: In der Dominikanischen Republik stürzen Militäreinheiten unter Francisco Alberto Caamaño das herrschende Militärtriumvirat, um den demokratisch gewählten Präsidenten Juan Bosch wieder einzusetzen. Nur vier Tage später intervenieren die USA militärisch zugunsten der gestürzten Militärdiktatur.
- 1970: Nach einem erfolgreichen Referendum wird Gambia in eine Republik im Rahmen des Commonwealth of Nations umgewandelt. Staatspräsident wird der bisherige Premierminister Dawda Jawara.
- 1971: In Washington, D.C. nehmen 200.000 bis 300.000 Personen an der bisher größten Demonstration gegen den Vietnamkrieg teil.

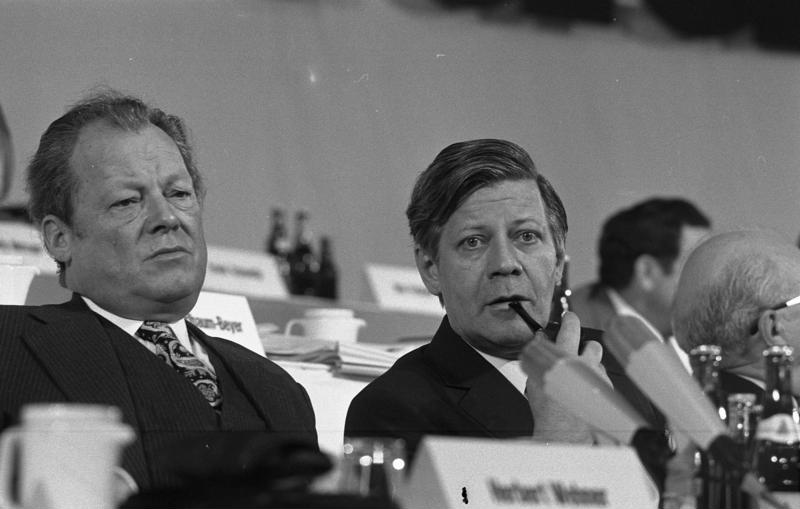
1972/74: Willy Brandt (l.), mit Nachfolger Helmut Schmidt

- 1972: In der Bundesrepublik Deutschland bringt die CDU/CSU-Fraktion im Bundestag ein konstruktives Misstrauensvotum gegen Willy Brandt mit dem Herausforderer Rainer Barzel ein, über das drei Tage später abgestimmt wird.
- 1974: Franz Jonas, seit 1965 österreichischer Bundespräsident, stirbt nach längerer Krankheit im Amt.

1974: Günter Guillaume

- 1974: In Bonn werden Günter Guillaume, persönlicher Referent von Bundeskanzler Willy Brandt, und seine Frau Christel unter dem Verdacht der Spionage für die DDR festgenommen. Die Guillaume-Affäre wird der politisch bedeutsamste Spionagefall der innerdeutschen Geschichte, der schließlich zum Rücktritt Brandts führt.
- 1974: Der portugiesische Rundfunk sendet das Lied E depois do Adeus (Und nach dem Abschied) von Paulo de Carvalho als verschlüsselte Botschaft dafür, dass die Nelkenrevolution begonnen hat. Kurz nach Mitternacht folgt das im Estado Novo verbotene Lied Grândola, Vila Morena von José Afonso, das zum Lied der Revolution wird.
- 1975: Die RAF-Terroristen Hanna Krabbe, Karl-Heinz Dellwo, Lutz Taufer, Bernhard Rössner, Ulrich Wessel sowie Siegfried Hausner überfallen die deutsche Botschaft in Stockholm, nehmen zwölf Geiseln und ermorden zwei Diplomaten.
- 1980: Die Militäroperation der Vereinigten Staaten zur Befreiung der 53 amerikanischen Geiseln in der Botschaft in Teheran scheitert. Bei der Operation Eagle Claw im Iran kommen acht amerikanische Soldaten ums Leben; sie kostet Jimmy Carter vermutlich die Wiederwahl als US-Präsident.
- 1983: Bei der Nationalratswahl in Österreich wird die SPÖ mit Bundeskanzler Bruno Kreisky zwar wieder stimmenstärkste Partei, verliert aber ihre absolute Mehrheit. Kreisky tritt noch am Wahlabend zurück.
- 1990: Der Oberste Sowjet, das kasachische Parlament, wählt Nursultan Nasarbajew, den Vorsitzenden des Ministerrats der Kasachischen Sowjetrepublik, zum Staatspräsidenten von Kasachstan, das noch im gleichen Jahr seine Unabhängigkeit erklärt.

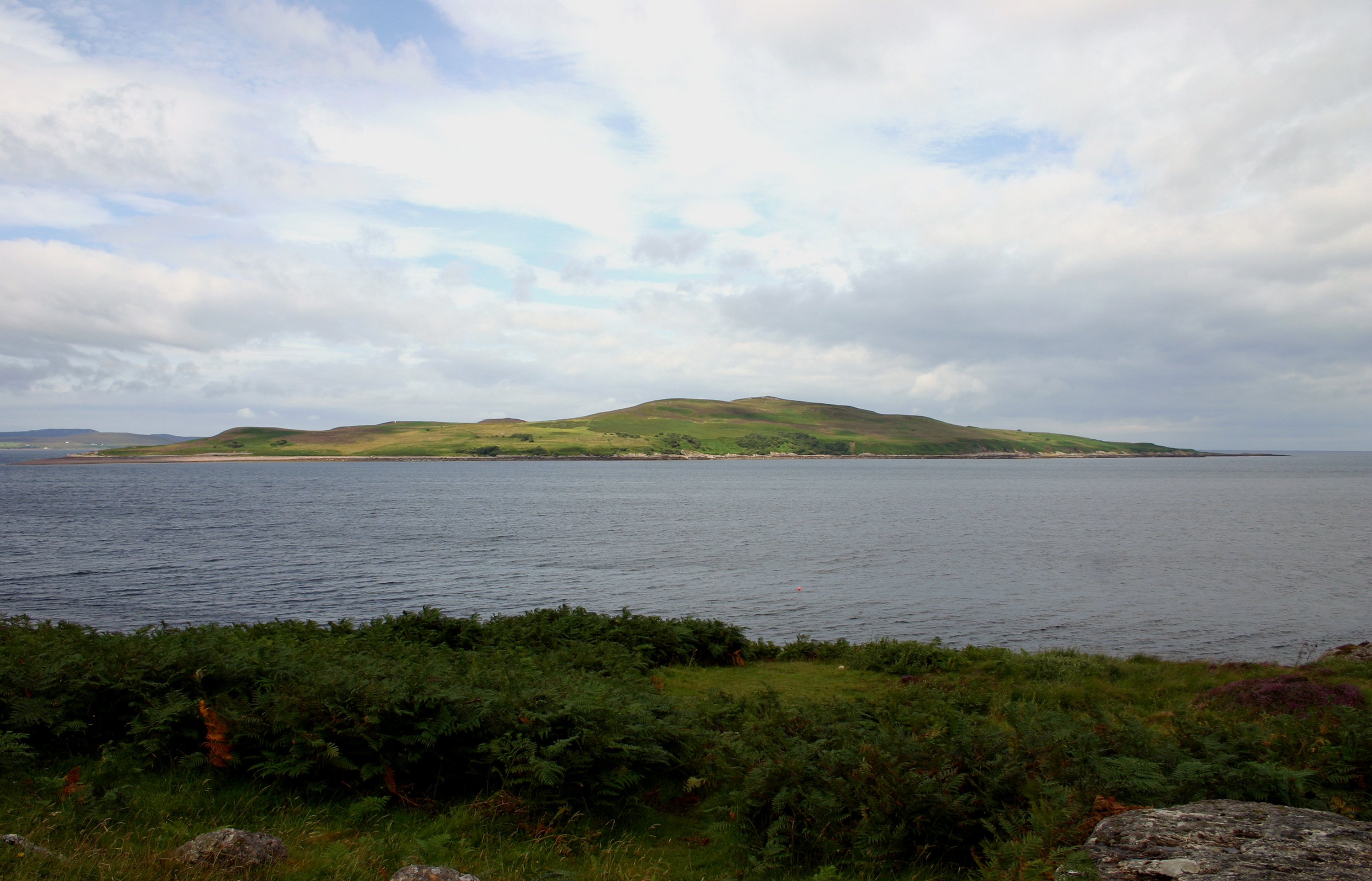
1990: Gruinard Island

- 1990: Die schottische Insel Gruinard Island, auf der im Zweiten Weltkrieg Experimente mit Milzbranderregern durchgeführt worden sind, wird nach jahrelanger Dekontamination wieder für bewohnbar erklärt und den Erben der ursprünglichen Eigentümer zurückgegeben.
- 1993: Die Provisional Irish Republican Army verübt einen Bombenanschlag in Bishopsgate, City of London. Dabei wird ein Mensch getötet, 44 verletzt. Der Sachschaden beträgt rund eine Million britische Pfund.

2004: Das geteilte Zypern

- 2004: Die Wiedervereinigung des im Zypernkonflikt geteilten Zyperns nach dem Annan-Plan scheitert nach getrennten Volksabstimmungen trotz einer Mehrheit im türkischen Teil am „Nein“ der Mehrheit im griechischen Teil.

### Wirtschaft
- 1889: Ein Streik der Bergarbeiter auf der Bochumer Zeche Präsident entwickelt sich innerhalb weniger Tage zum bis dahin größten Streik im Deutschen Reich.
- 1934: Laurens Hammond erhält vom US-Patentamt unter dem Namen Electrical Musical Instrument ein Patent für die von ihm entwickelte elektronische Orgel, die Hammond-Orgel.

### Wissenschaft und Technik

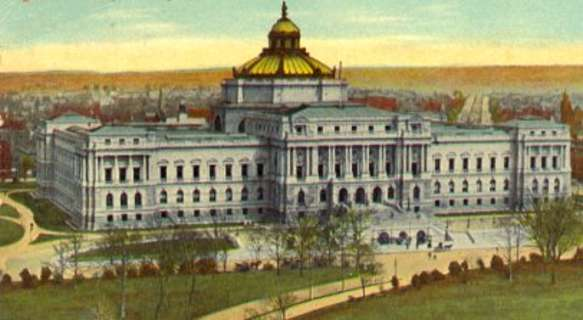
1800: Library of Congress

- 1800: In Washington, D.C., wird die Library of Congress als Forschungsbibliothek des Kongresses der Vereinigten Staaten gegründet, nachdem Präsident John Adams den Regierungssitz von Philadelphia nach Washington verlegt hat.
- 1840: Der französische Publizist und Historiker Alexis de Tocqueville veröffentlicht den zweiten Band seines Hauptwerkes De la démocratie en Amérique (Über die Demokratie in Amerika).
- 1880: Der schwedische Polarforscher Adolf Erik Nordenskiöld kehrt mit seinem Schiff Vega nach seiner erfolgreichen Durchquerung der Nordostpassage nach Stockholm zurück, wo ihm ein triumphaler Empfang bereitet wird. Ein tief beeindruckter Zuschauer ist der 15-jährige Sven Hedin.
- 1913: Das vom Architekten Cass Gilbert in dreijähriger Bauzeit errichtete Woolworth Building in Manhattan, New York City, der zu diesem Zeitpunkt höchste Wolkenkratzer der Welt, wird in Anwesenheit von US-Präsident Woodrow Wilson und 800 weiterer geladener Gäste feierlich eröffnet.

1923: Freuds Modell der Psyche

- 1923: In Leipzig erscheint Sigmund Freuds Schrift Das Ich und das Es, in dem er erstmals das Strukturmodell der Psyche des „Ich“, des „Es“ und des „Über-Ich“ in der Psychoanalyse ausführt.

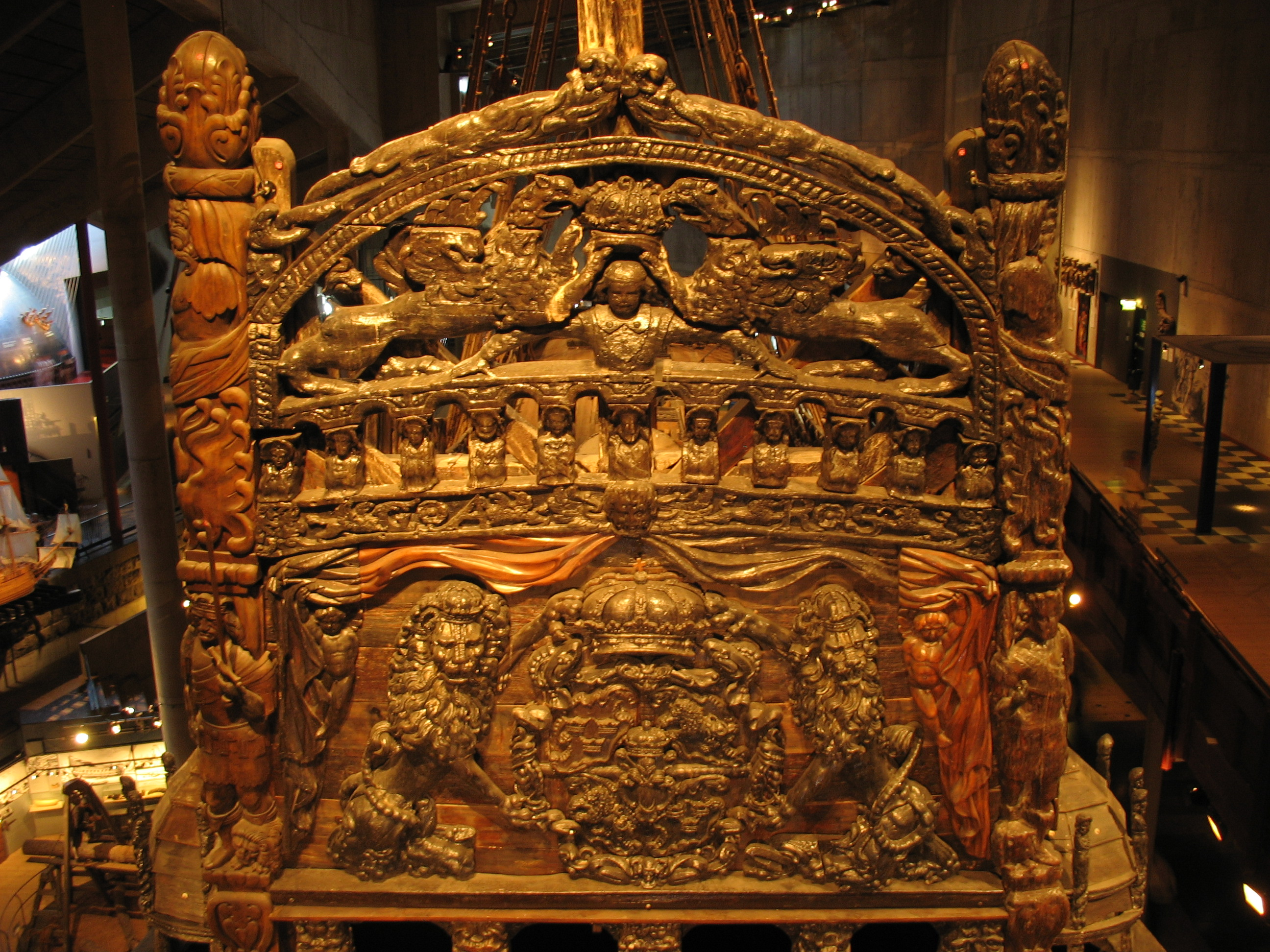
1961: Die geborgene Vasa

- 1961: In Stockholm gelingt die Hebung des auf seiner Jungfernfahrt am 10. August 1628 untergegangenen Schiffes Vasa, das bemerkenswert gut erhalten ist.
- 1967: Bei der Landung des am Vortag gestarteten ersten bemannten sowjetischen Raumschiffs der Sojus-Klasse, Sojus 1, öffnen sich die Fallschirme nicht richtig. Der Kosmonaut Wladimir Komarow kommt ums Leben.
- 1970: Die Chinesische Raumfahrtbehörde CNSA schickt ihren ersten künstlichen Satelliten Dong Fang Hong I, Teil des Dong Fang Hong-Satellitenprogramms, in den Weltraum.

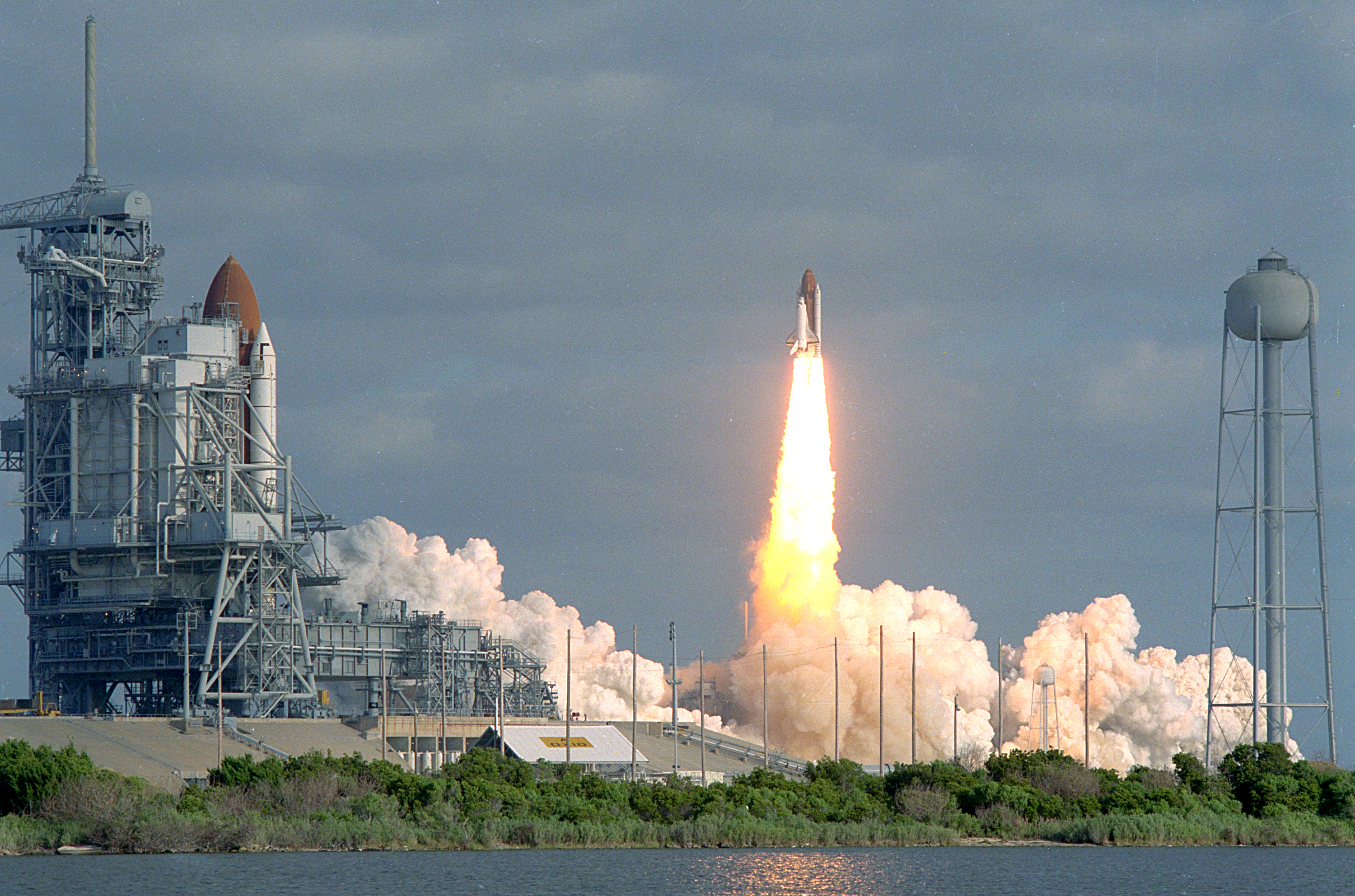
1990: Start der Discovery-Mission STS-31

- 1990: Das Hubble-Weltraumteleskop wird vom Space Shuttle Discovery im Rahmen der Mission STS-31 in den Orbit gebracht. An Bord sind der Kommandant Loren Shriver, Pilot Charles Bolden und die Missionsspezialisten Steven Alan Hawley, Bruce McCandless und Kathryn D. Sullivan.
- 2007: Ein Forschungsteam des La-Silla-Observatoriums in Chile unter der Leitung des Schweizers Stéphane Udry gibt die Entdeckung des 20,4 Lichtjahre entfernten Gliese 581 c bekannt, des bis dahin kleinsten bekannten Exoplaneten.

### Kultur
- 1767: Die komische Oper Lottchen am Hofe von Johann Adam Hiller wird am Theater auf der Ranstädter Bastei in Leipzig uraufgeführt.

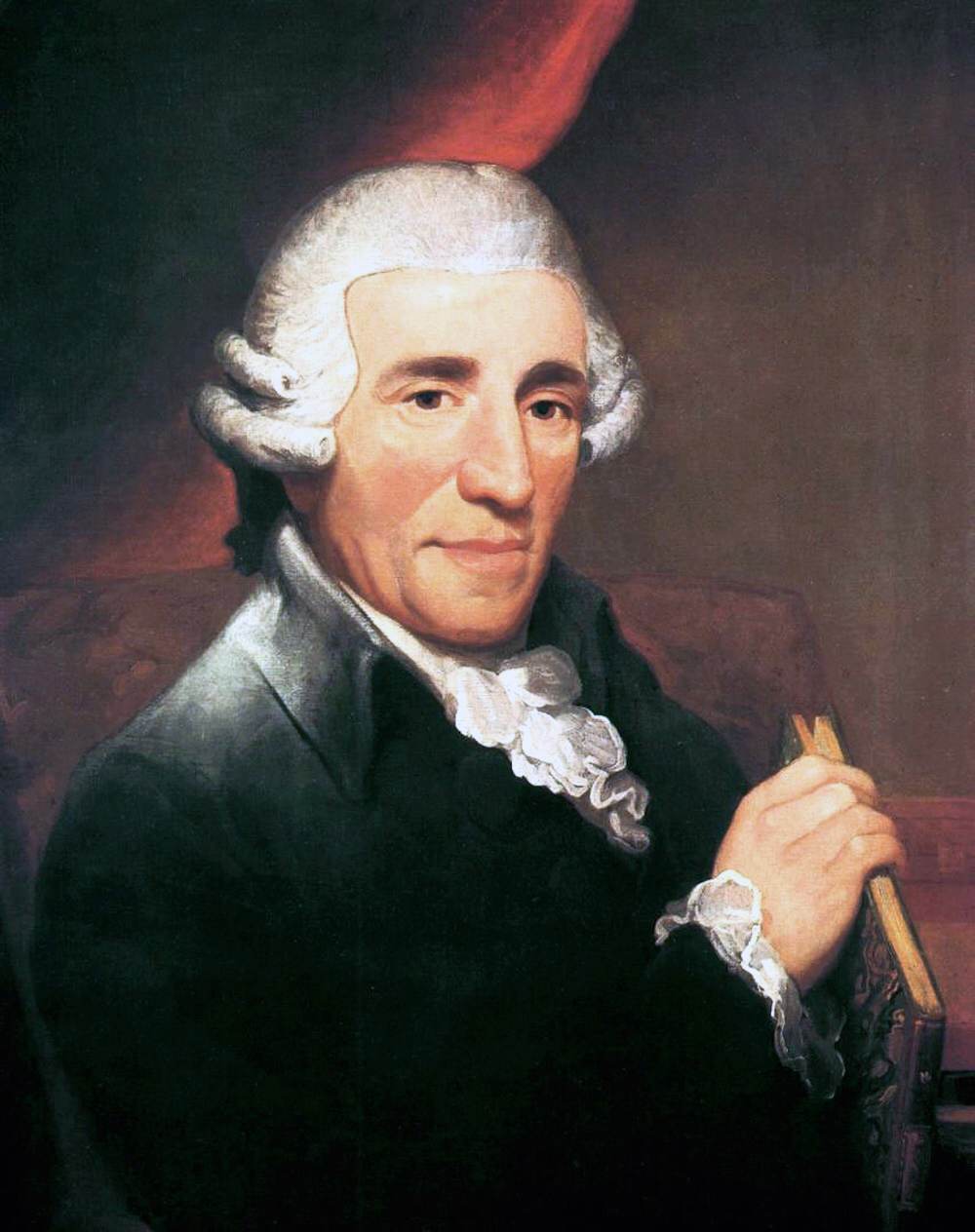
1801: Joseph Haydn

- 1801: Joseph Haydns Oratorium Die Jahreszeiten (Hob. XXI:3) wird im Wiener Palais Schwarzenberg uraufgeführt. Das Werk wird ein Erfolg, doch wird das Libretto von Gottfried van Swieten als nicht überzeugend kritisiert.
- 1874: Die Oper Opritschnik (Der Leibwächter) von Pjotr Iljitsch Tschaikowski wird an der Sankt Petersburger Hofoper uraufgeführt.
- 1926: In Hamburg wird die Operette Adrienne von Walter Wilhelm Goetze mit dem Libretto von Günther Bibo und Alexander Siegmund Pordes nach der Komödie Adrienne Lecouvreur von Eugène Scribe und Ernest Legouvé uraufgeführt.
- 1959: Auf der 1. Bitterfelder Konferenz gibt Walter Ulbricht Direktiven für eine neue sozialistische Kulturpolitik in der Deutschen Demokratischen Republik aus.

1964: Die Kleine Meerjungfrau

- 1964: Ein Wahrzeichen von Kopenhagen, die Kleine Meerjungfrau des Bildhauers Edvard Eriksen, wird durch Vandalen schwer beschädigt. Der von einer Gruppe von Situationisten um Jørgen Nash abgesägte Kopf wird nie wiedergefunden.
- 1982: Die für Deutschland startende Nicole gewinnt in Harrogate mit Ein bißchen Frieden den Eurovision Song Contest. Bis 2010 ist es der einzige deutsche und der zweite deutschsprachige Titel, der einen Grand Prix gewinnt.
- 1989: Der Dirigent Herbert von Karajan legt nach Streitigkeiten mit dem Berliner Senat sein Amt als Chefdirigent der Berliner Philharmoniker nieder.

### Gesellschaft

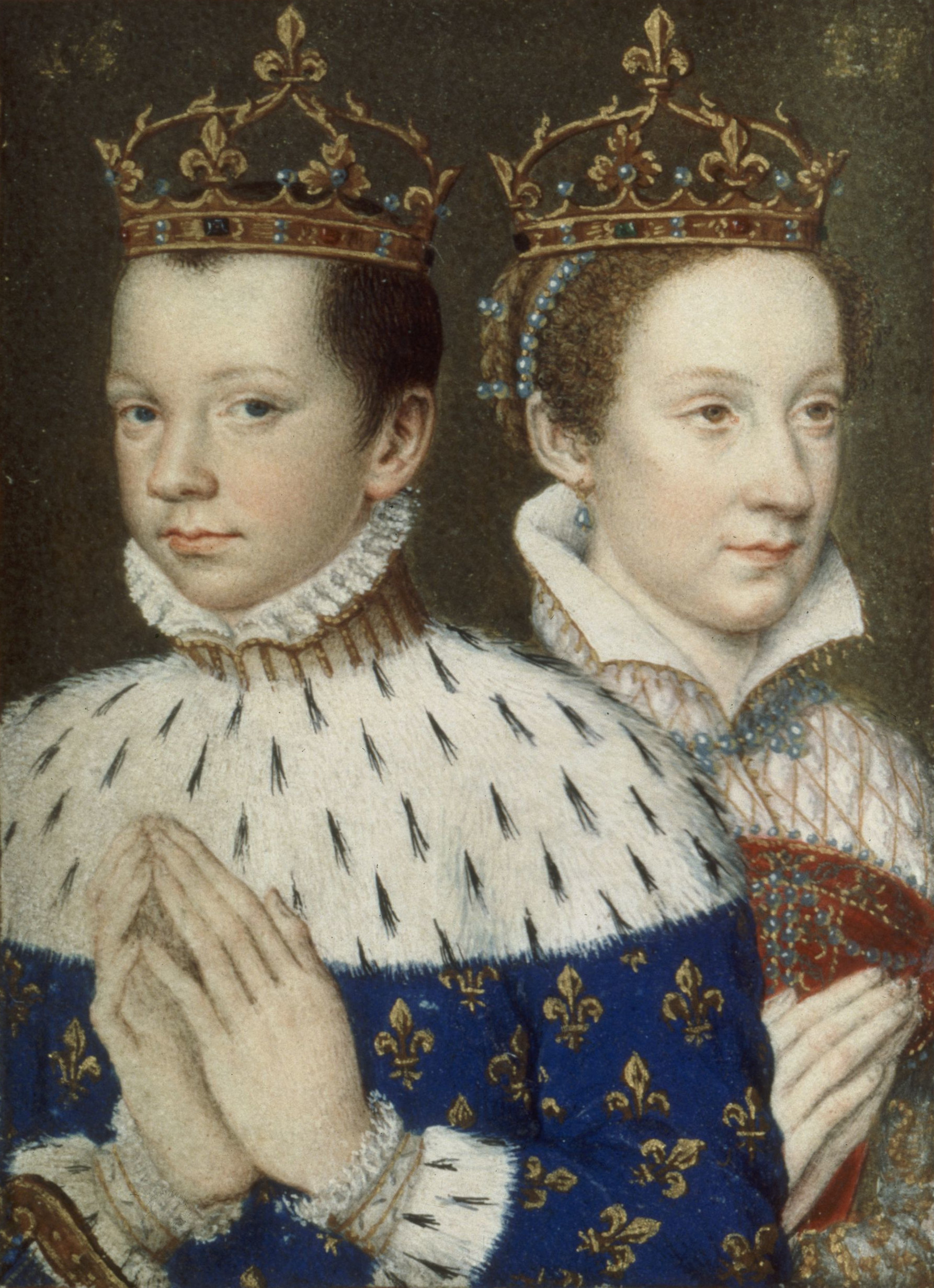
1558: Franz und Maria von Frankreich

- 1558: Der 14-jährige französische Dauphin Franz heiratet in Notre-Dame de Paris die ein Jahr ältere schottische Königin Maria Stuart.
- 1751: In Endingen am Kaiserstuhl wird Anna Schnidenwind wegen eines angeblichen Teufelspakts auf dem Scheiterhaufen verbrannt. Sie ist eine der letzten Frauen, die in Deutschland als Hexe verurteilt werden.

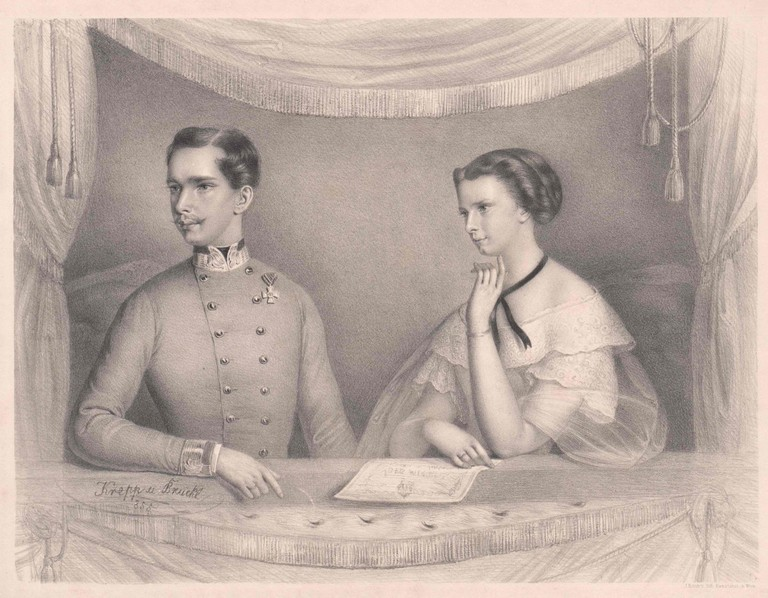
1854: Franz Josef und Elisabeth

- 1854: Der österreichische Kaiser Franz Joseph heiratet in Wien die 16-jährige Tochter des bayerischen Herzogs Max Joseph, Elisabeth Amalie Eugenie, genannt „Sisi“. Die Trauung in der Augustinerkirche vollzieht Kardinal Joseph Othmar von Rauscher in Anwesenheit von 70 Bischöfen und Prälaten.
- 1912: Die Heizer auf der Olympic, dem Schwesterschiff der gerade gesunkenen Titanic, streiken, weil sie nicht auf einem Schiff Dienst tun wollen, das über zu wenige Rettungsboote verfügt.
- 1963: Prinzessin Alexandra von Kent, zweites Kind von George, 1. Duke of Kent und Marina von Kent, heiratet in der Westminster Abbey in Anwesenheit der gesamten königlichen Familie Angus Ogilvy, den zweiten Sohn des 12. Earl of Airlie.

### Religion
- 0858: Nikolaus I. wird kurz nach seiner Wahl als Papst inthronisiert. Er ist der Nachfolger des im März verstorbenen Benedikt III., dessen enger Berater er gewesen ist.

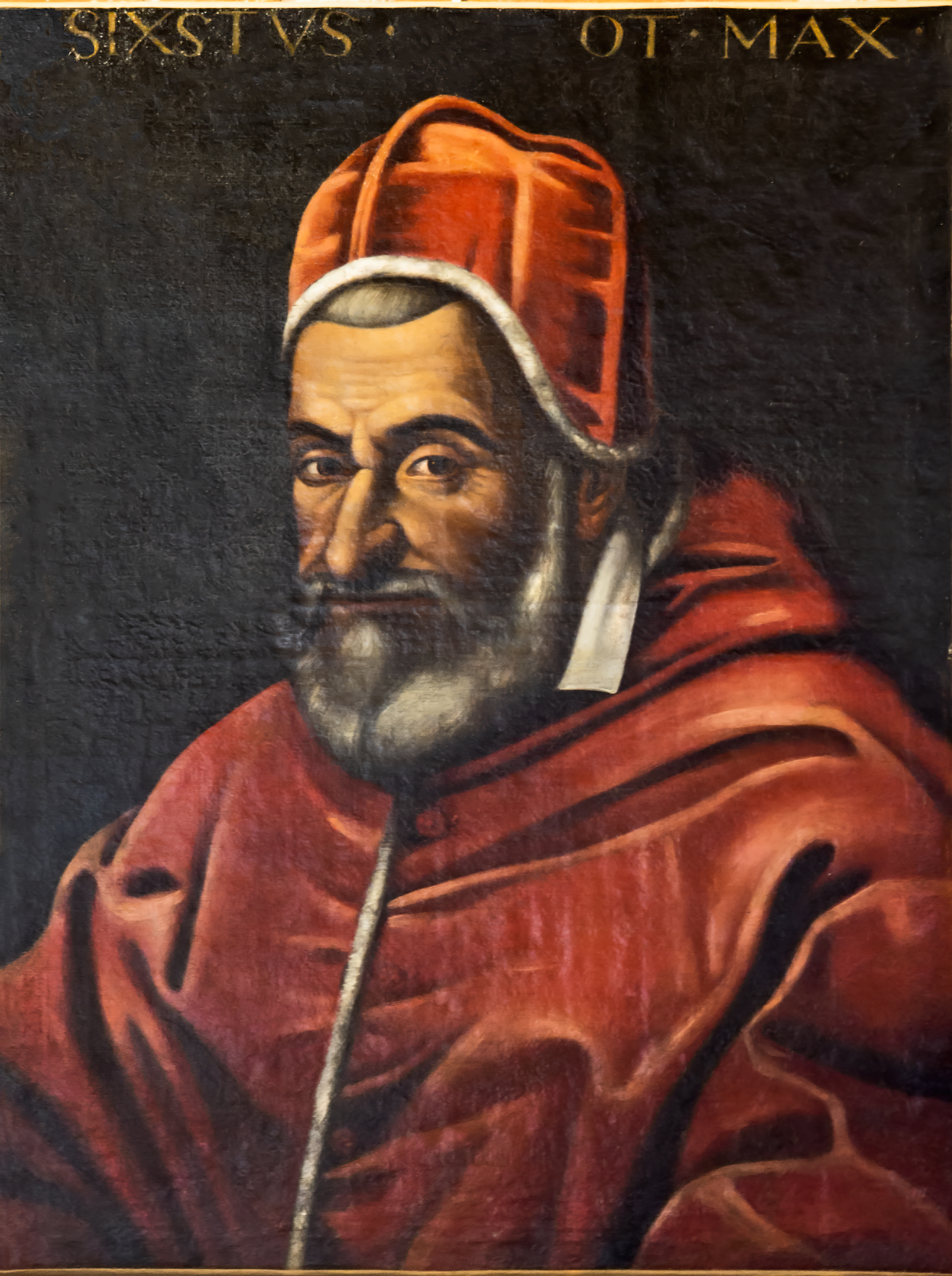
1585: Sixtus V.

- 1585: Kardinal Felice Peretti di Montalto wird per Akklamation zum Papst gewählt. Er nennt sich Sixtus V.
- 2005: Amtseinführung von Papst Benedikt XVI. auf dem Petersplatz

### Katastrophen
- 2013: Beim Einsturz eines Gebäudes der Rana-Plaza-Textilfabrik in Sabhar, Bangladesch, werden 1127 Menschen getötet und 2438 verletzt.

Kleinere Unglücksfälle sind in den Unterartikeln von Katastrophe und in der Liste von Katastrophen aufgeführt.

### Natur und Umwelt
- 1935: Im Gebiet des Ortlers wird der italienische Nationalpark Stilfserjoch errichtet.

### Sport
- 1994: England gewinnt das Finale der Frauen-Rugby-Union-Weltmeisterschaft in Edinburgh 38:23 gegen die Vereinigten Staaten.
- 2004: Vitali Klitschko gewinnt seinen Boxkampf gegen Corrie Sanders im Staples Center, Los Angeles, durch technischen Knockout und wird damit Weltmeister im Schwergewicht des World Boxing Councils (WBC).

Einträge von Leichtathletik-Weltrekorden befinden sich unter der jeweiligen Disziplin unter Leichtathletik.

## Geboren

### Vor dem 18. Jahrhundert
- 1417: Friedrich I., Herzog von Pfalz-Simmern-Sponheim
- 1453: Dietrich von Plieningen, deutscher Adeliger, Jurist und Humanist
- 1492: Sabina von Bayern, Herzogin von Bayern und Frau von Ulrich, Herzog von Württemberg

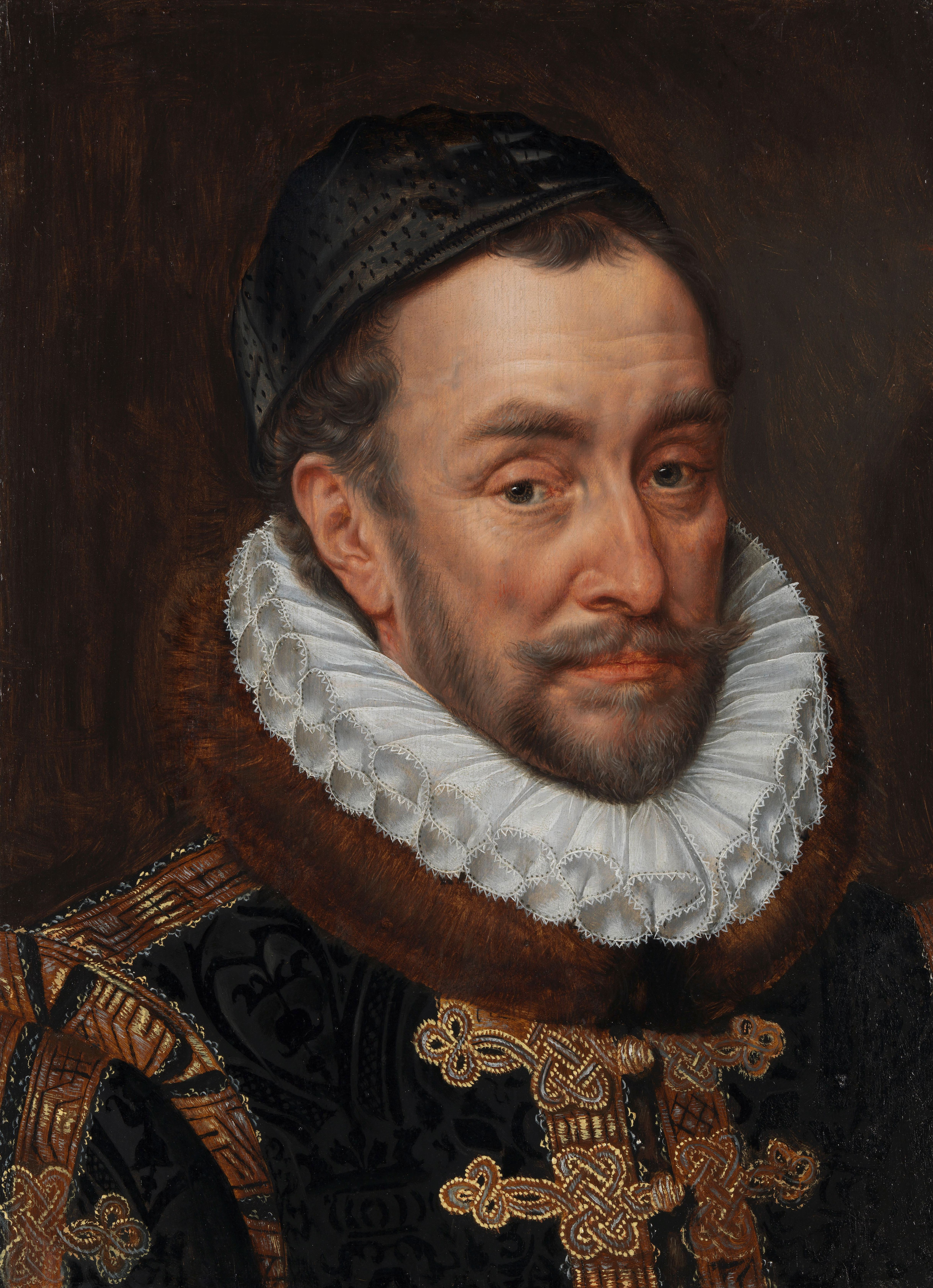
Wilhelm von Oranien (* 1533)

- 1533: Wilhelm von Oranien, niederländischer Statthalter
- 1538: Guglielmo Gonzaga, Herzog von Mantua und Montferrat
- 1562: Xu Guangqi, chinesischer Gelehrter und Minister der Ming-Dynastie
- 1581: Vinzenz von Paul, französischer Priester, Begründer der neuzeitlichen Caritas
- 1586: Martin Rinckart, deutscher Dichter, protestantischer Theologe und Kirchenmusiker
- 1595: Georg Szelepcsényi, Erzbischof von Gran und Vertreter der Gegenreformation
- 1614: Martin Geier, deutscher lutherischer Theologe
- 1620: John Graunt, Wegbereiter der modernen Statistik
- 1620: Vollrad Ludolf von Krosigk, deutscher Soldat und Kommunalpolitiker
- 1649: Amy Buisson, Schweizer General in fremden Diensten
- 1660: Cornelis Dusart, holländischer Maler und Radierer
- 1670: Christian Ludwig Boxberg, deutscher Komponist und Organist
- 1671: Bogislaw Bodo von Flemming, brandenburgischer Generalleutnant
- 1671: Gian Gastone de’ Medici, letzter toskanischer Großherzog aus dem Hause der Medici
- 1697: Kamo no Mabuchi, japanischer Dichter und Literaturwissenschaftler
- 1699: Friedrich III., Herzog von Sachsen-Gotha-Altenburg

### 18. Jahrhundert
- 1703: José Francisco de Isla, spanischer Schriftsteller
- 1706: Giovanni Battista Martini, italienischer Komponist und Musiktheoretiker
- 1717: Charles Louis d’Albert de Luynes, französischer Adliger und Militär; Gouverneur von Paris
- 1719: Giuseppe Baretti, italienischer Schriftsteller und Übersetzer

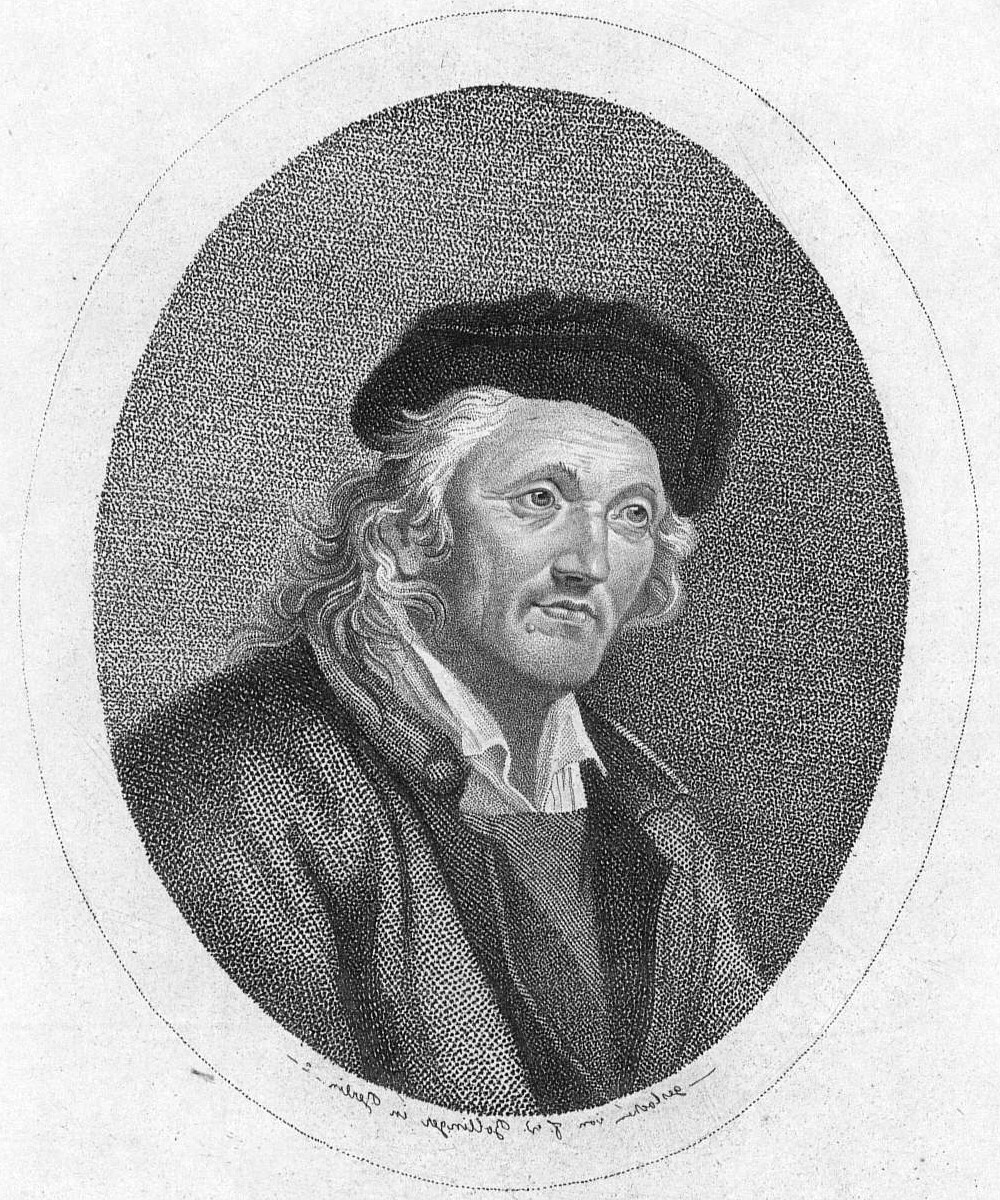
Johann Philipp Kirnberger (* 1721)

- 1721: Johann Philipp Kirnberger, deutscher Musiktheoretiker und Komponist
- 1727: Heinrich XXX., Graf Reuß zu Gera
- 1733: Albert Philipp Frick, deutscher Jurist und Hochschullehrer
- 1743: Edmund Cartwright, britischer Geistlicher, Erfinder der mechanischen Webmaschine Power Loom
- 1743: Joachim Friedrich Wilhelm Neander von Petersheiden, preußischer General
- 1745: Benedict Christian Vogel, deutscher Mediziner, Botaniker und Hochschullehrer
- 1750: Simon L’Huilier, Schweizer Mathematiker
- 1750: John Trumbull, US-amerikanischer Dichter
- 1752: Henry Latimer, US-amerikanischer Politiker, Mitglied des Repräsentantenhauses, Senator
- 1759: Georg Christian Carl Henschel, deutscher Unternehmer
- 1759: Anton Joseph Stein, österreichischer Pädagoge und Philologe
- 1761: Carl Christian Erhard Schmid, deutscher Theologe und Philosoph
- 1762: Johann Karl Sigmund Kiefhaber, deutscher Beamter und Historiker
- 1764: Médard Desprez, französischer Bankier
- 1765: Johann Baptist Lingg von Linggenfeld, deutscher General
- 1766: Ludwig von Hartmann, deutscher Industrieller
- 1767: Jacques-Laurent Agasse, Schweizer Maler
- 1769: Wilhelm Aschenberg, deutscher Pfarrer
- 1771: Alexander Friedrich Karl von Württemberg, württembergischer Prinz, General und Politiker in russischen Diensten, Gouverneur von Weißrussland, Minister
- 1773: Karl Lappe, pommerscher Dichter
- 1774: Jean Itard, französischer Arzt und Taubstummenlehrer
- 1775: Jacob Salentin von Zuccalmaglio, deutscher Jurist
- 1777: Maria Klementine von Österreich, Erzherzogin von Österreich
- 1777: Karl August von Schütz, deutscher Beamter
- 1780: Georg Amann, deutscher Theologe
- 1781: Ludwig von Pfnorr, badischer General
- 1788: Carl Mayer von Rothschild, deutscher Bankier
- 1788: Henry Sass, englischer Maler
- 1790: Rufus K. Goodenow, US-amerikanischer Politiker, Mitglied des Repräsentantenhauses
- 1792: Karl von Birago, österreichischer Militäringenieur und Erfinder
- 1793: Karl Seydelmann, deutscher Schauspieler
- 1794: Carl von Lattorf, deutscher Rittergutsbesitzer und Politiker
- 1794: Hirsch Oppenheimer, deutscher Kaufmann und Stifter
- 1794: Alessandro Riberi, italienischer Chirurg und Politiker
- 1795: Jean Théodore Bergman, niederländischer evangelischer Geistlicher, Philologe und Bibliothekar
- 1795: Friedrich Sigmund Kohler, Schweizer Politiker und Richter
- 1795: Karl Seeling, preußischer Generalmajor
- 1795: Wilhelm von Verschuer, Abgeordneter der kurhessischen Ständeversammlung und landgräflicher Oberstlieutnant
- 1795: Nicholas Wood, englischer Dampflokomotiven-Ingenieur
- 1796: Kurt von Bardeleben, Mitglied der Frankfurter Nationalversammlung und der Preußischen Nationalversammlung
- 1796: Karl Immermann, deutscher Schriftsteller, Lyriker und Dramatiker
- 1796: Giorgio Pallavicino Trivulzio, italienischer Politiker und Patriot
- 1796: Karl Steinlein, deutscher Nationalökonom
- 1797: Peter J. Borst, US-amerikanischer Politiker
- 1797: Joseph von Maier, erster Rabbiner der jüdischen Gemeinde in Stuttgart
- 1798: Friedrich Busch, deutscher Theologe und Hochschullehrer
- 1798: Philipp Carl Guttenberger, Kaufmann und Politiker der Freien Stadt Frankfurt
- 1799: Marichen Altenburg, Mutter des Dichters Henrik Ibsen
- 1799: Salvatore Fergola, italienischer Maler
- 1800: Georg Hellmesberger senior, österreichischer Violinist
- 1800: Heinrich Wydler, Schweizer Botaniker

### 19. Jahrhundert

#### 1801–1850
- 1801: Marthe Camille Bachasson de Montalivet, französischer Staatsmann
- 1802: Hans Nicolai Andreas Jensen, schleswig-holsteinischer Pastor und Heimatforscher
- 1802: Wilhelm August Kobbé, deutscher Diplomat
- 1802: Melchior Ulrich, Schweizer Alpinist und reformierter Theologe
- 1803: Sigismund von Dallwitz, deutscher Jurist und Politiker
- 1803: Alexander Grigorjewitsch Fischer von Waldheim, deutsch-russischer Botaniker und Arzt
- 1804: Christian Scharpff, deutscher Journalist, Redakteur und Professor
- 1805: Fidelis Schönlaub, deutscher Bildhauer
- 1806: Franz Joseph Helferich, deutscher Priester
- 1806: Friedrich Kurschat, preußisch-litauischer Theologe, Sprachwissenschaftler und Publizist
- 1807: Maximilian Joseph von Gravenreuth, deutscher Schlossherr und Waldbesitzer
- 1807: Andreas Halbig, deutscher Bildhauer
- 1807: Rudolf Heinrich Klausen, deutscher Klassischer Philologe

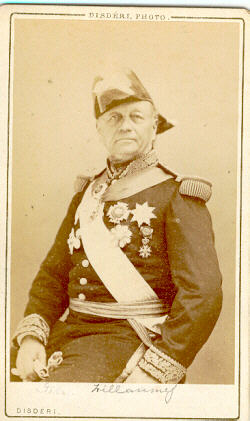
Louis Édouard Bouët-Willaumez (* 1808)

- 1808: Louis Edouard Bouet-Willaumez, französischer Marineoffizier und Kolonialbeamter, Gouverneur des Senegal, Admiral
- 1816: Adolph Zsigmondy, österreichischer Zahnarzt
- 1817: Jean Charles Galissard de Marignac, Schweizer Chemiker
- 1819: Klaus Groth, niederdeutscher Dichter und Schriftsteller
- 1822: Henrik August Flindt, dänischer Landschaftsarchitekt und Garteninspektor
- 1827: Gustave Pictet, Schweizer Jurist und Politiker
- 1827: Antonie Volkmar, deutsche Porträt- und Genremalerin
- 1828: Charles Nuitter, französischer Librettist, Übersetzer und Archivar
- 1829: James Sheakley, US-amerikanischer Politiker, Mitglied des Repräsentantenhauses, Gouverneur des District of Alaska
- 1831: Friedrich Wilhelm Barkhausen, deutscher Jurist und Theologe
- 1831: George Nares, britischer Admiral und Polarforscher
- 1835: Albert von Holleben, preußischer General und Militärschriftsteller

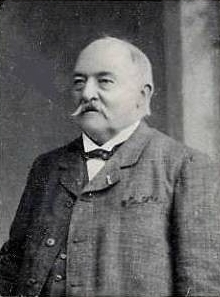
Louis Canivez (* 1837)

- 1837: Louis Canivez, belgischer Komponist und Dirigent
- 1837: Friedrich August von Holstein, deutscher Jurist
- 1838: Jules Levy, US-amerikanischer Komponist und Kornettist
- 1841: Johann Rudolf Rahn, Schweizer Denkmalpfleger und Kunstforscher
- 1841: Charles Sprague Sargent, US-amerikanischer Botaniker
- 1843: Charles Conrad Schneider, US-amerikanischer Ingenieur und Brückenkonstrukteur
- 1845: Carl Spitteler, Schweizer Dichter und Schriftsteller
- 1846: Marcus Clarke, australischer Schriftsteller
- 1847: Otto Leixner von Grünberg, österreichischer Schriftsteller und Literaturhistoriker
- 1848: Amandus Acker, deutscher Missions- und Kolonialpionier
- 1848: Gebhard Wölfle, österreichischer Schriftsteller
- 1849: Joseph Gallieni, französischer Militär, Kolonialbeamter und Politiker, Gouverneur von Französisch-Sudan und Madagaskar, Kriegsminister, Marschall von Frankreich
- 1850: Johannes Schmidt, deutscher Klassischer Philologe und Epigraphiker

#### 1851–1900
- 1851: Morgan Earp, US-amerikanischer Revolverheld des „Wilden Westens“
- 1852: Ernst Zimmermann, deutscher Maler
- 1852: Emil Rieck, deutscher Landschafts-, Genre- und Theatermaler

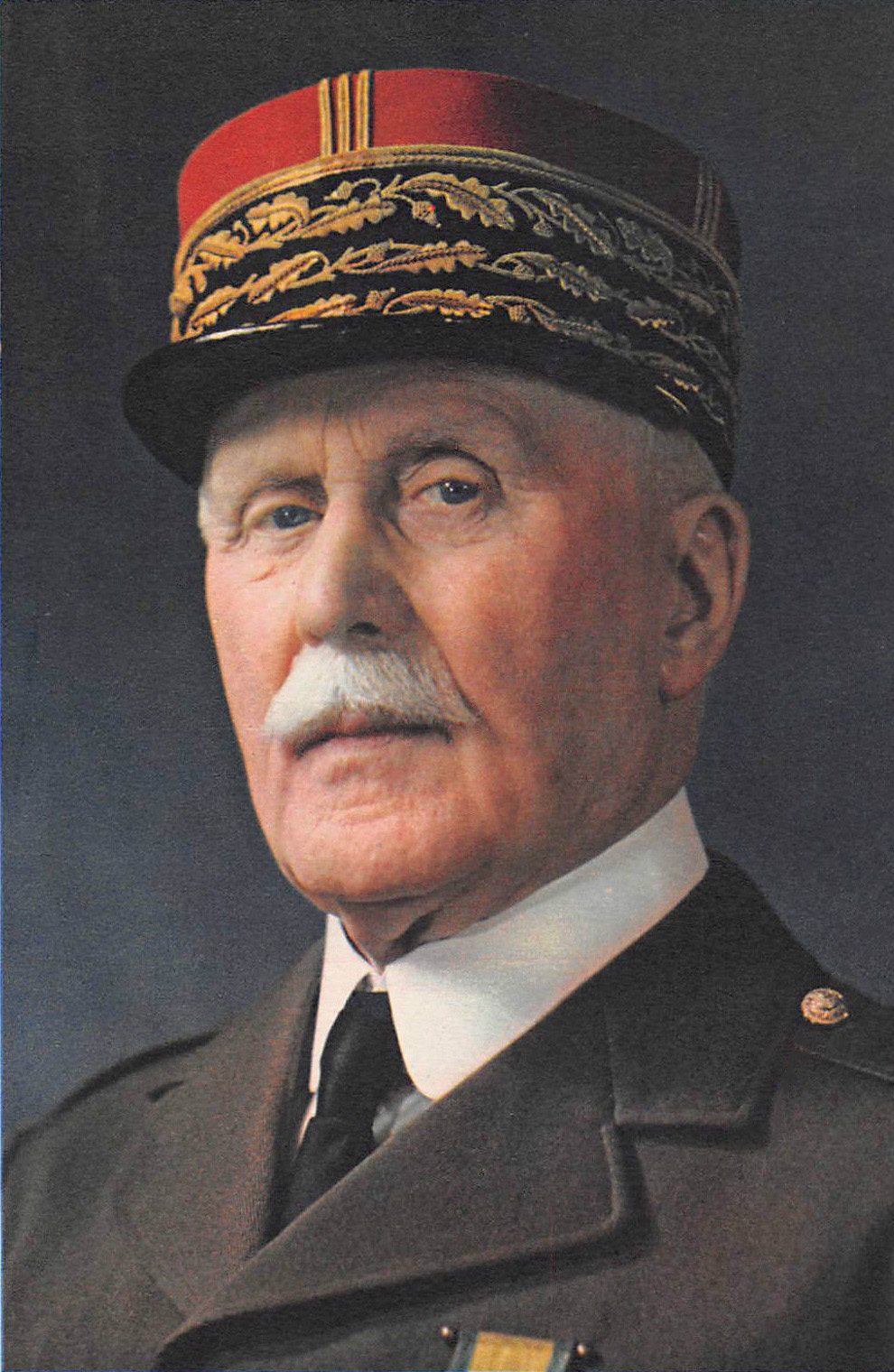
Philippe Pétain (* 1856)

- 1856: Philippe Pétain, französischer Militär, Diplomat und Politiker, Armeeoberbefehlshaber, Staatschef des Vichy-Regimes
- 1857: Antonie Baumberg, österreichische Schriftstellerin
- 1859: Hans Bennecke, deutscher Rechtswissenschaftler
- 1860: Gerhard Janensch, deutscher Bildhauer und Medailleur
- 1862: Makino Tomitarō, japanischer Botaniker
- 1864: Alois Wolfmüller, deutscher Erfinder, Ingenieur und Flugtechniker
- 1865: Clara Arnheim, deutsche Malerin und Opfer der Schoa
- 1867: Karel Navrátil, tschechischer Komponist
- 1868: Bernardus Dirks Eerdmans, niederländischer Theologe und Politiker
- 1870: Friedrich Kühne, deutscher Schauspieler
- 1870: Otto Reutter, deutscher Komiker
- 1873: Theodor Körner, österreichischer General und Politiker, Bürgermeister von Wien, Bundespräsident
- 1873: Max Landa, österreichischer Stummfilmschauspieler
- 1874ː Annie Moore, Irin, die als erste Immigrantin über die zentrale Sammelstelle auf Ellis Island in die USA einwanderte
- 1875: Jenő Huszka, ungarischer Komponist
- 1876: Erich Raeder, deutscher Admiral, Chef der Marineleitung des Dritten Reiches
- 1876ː Beatrice Rohner, Schweizer evangelische Theologin
- 1878: Jules Lecoutre, französischer Turner
- 1879: Ernst Adam, deutscher Schriftsteller
- 1880: Gideon Sundbäck, schwedischer Erfinder
- 1881: Ernesto Buonaiuti, italienischer Theologe
- 1881: Marco Frank, österreichischer Bratschist, Komponist und Musikpädagoge
- 1881: Jakob Kneip, deutscher Heimatdichter
- 1881: Paul Merker, deutscher Literaturhistoriker
- 1881: Lotte Spira, deutsche Schauspielerin

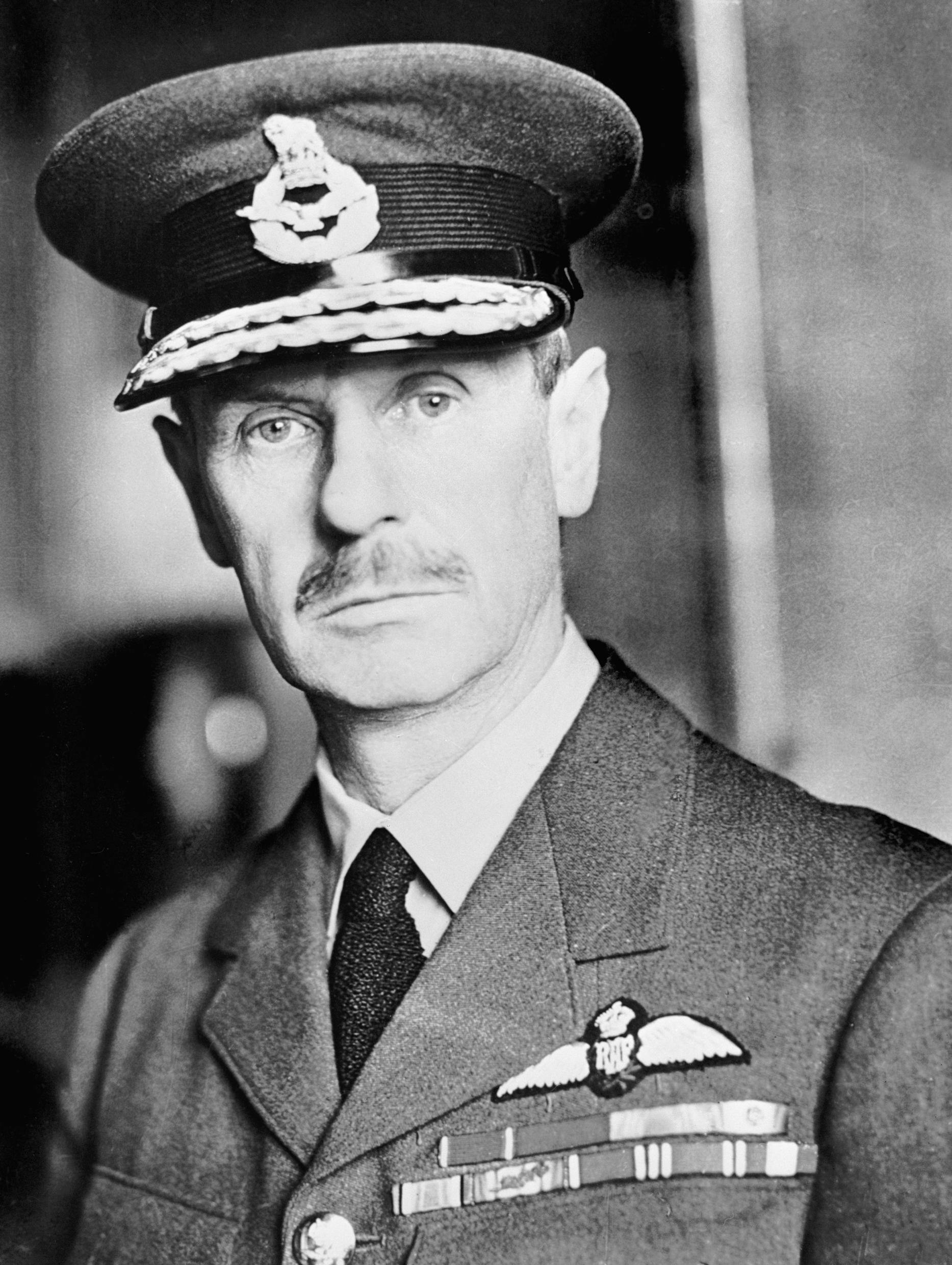
Hugh Dowding (* 1882)

- 1882: Hugh Dowding, 1. Baron Dowding, britischer Offizier, Kommandant des RAF Fighter Command während der Luftschlacht über England
- 1884: Otto Froitzheim, deutscher Tennisspieler
- 1884: Gaston Manent, französischer Politiker
- 1885: Erna Morena, deutsche Filmschauspielerin, Produzentin und Drehbuchautorin
- 1886: Mabel Garrison, US-amerikanische Sängerin
- 1886: Georg Haas, deutscher Arzt, Erfinder der Blutwäsche
- 1886: Hellmuth Hirth, deutscher Flugpionier
- 1886: Zygmunt Aleksander Klemensiewicz, polnischer Physiker, Physikochemiker und Bergsteiger
- 1887: Otto Flöl, deutscher Politiker, MdL
- 1887: Denys Finch Hatton, englischer Adliger und Großwildjäger
- 1888: Iwan Alexejewitsch Akulow, sowjetischer Gewerkschafter, Partei- und Staatsfunktionär
- 1888: Alfred Rosenthal, deutscher Filmjournalist und Filmlobbyist

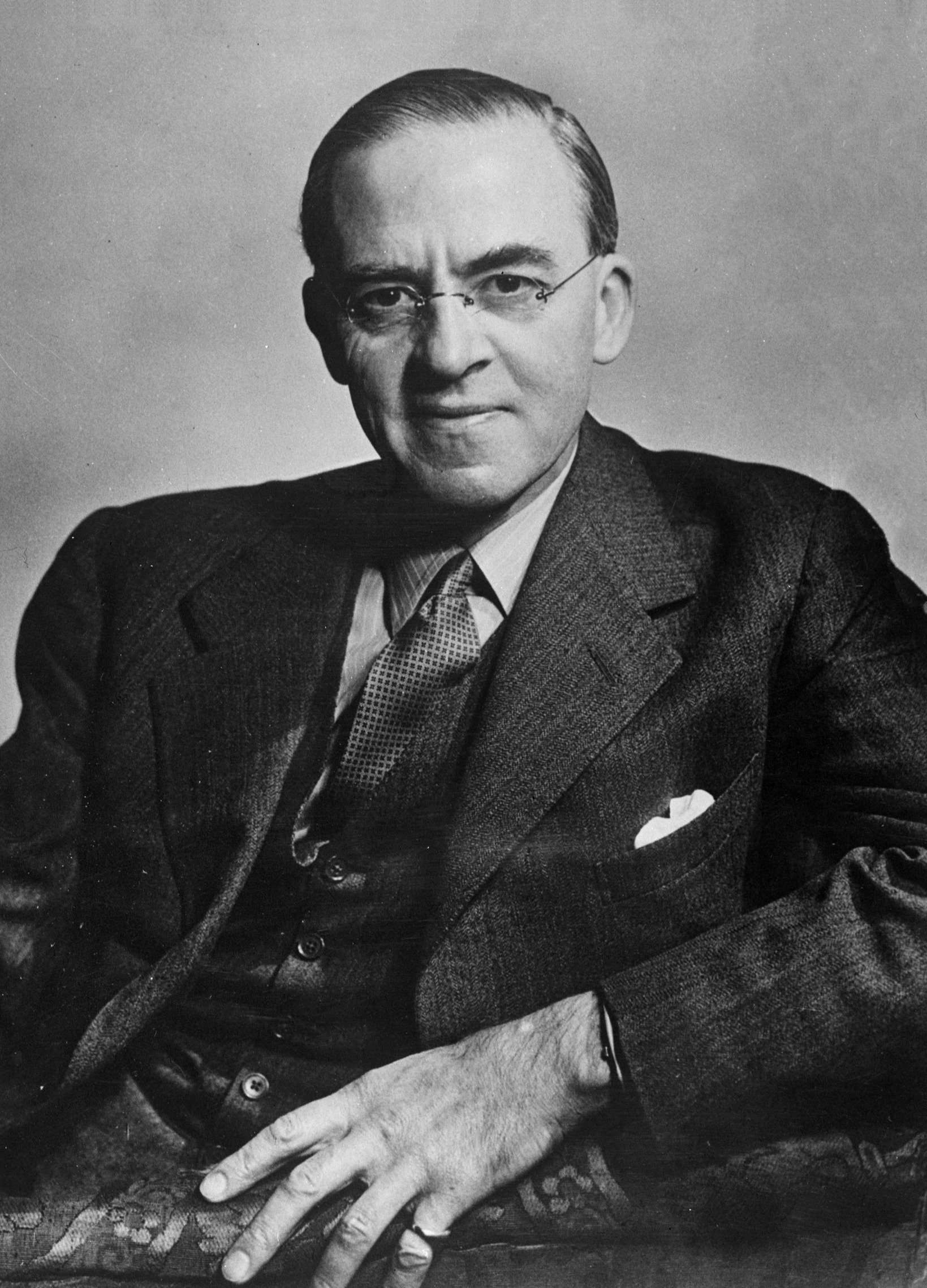
Richard Stafford Cripps (* 1889)

- 1889: Richard Stafford Cripps, britischer Jurist und Politiker, Botschafter in der Sowjetunion, Lordsiegelbewahrer, Minister
- 1889: Johanna Kirchner, deutsche Widerstandskämpferin in der Résistance, Opfer des Nationalsozialismus
- 1889: Jury Sabaleuski, belarussischer Publizist, Politiker und Aktivist
- 1892: Sami Gabra, ägyptischer Ägyptologe und Koptologe
- 1896: Maria Grollmuß, sorbische Publizistin und Widerstandskämpferin
- 1896: Robert Oelbermann, deutscher Wandervogelführer
- 1897: Hannah Karminski, deutsch-jüdische Erzieherin und Frauenrechtlerin, Holocaustopfer
- 1897: György Kósa, ungarischer Komponist
- 1897: Willy Neuenhofen, deutscher Testpilot
- 1897: Benjamin Whorf, US-amerikanischer Linguist
- 1898: René Smet, belgischer Ruderer und Boxer
- 1899:  Oscar Zariski, US-amerikanischer Mathematiker
- 1900: Leon Klepper, rumänischer Komponist
- 1900: Franz Stein, deutscher Kommunalpolitiker, Oberbürgermeister von Mainz

### 20. Jahrhundert

#### 1901–1925
- 1902: Wolfgang Haack, deutscher Mathematiker
- 1902: Alfred Loritz, deutscher Politiker
- 1903: Mike Michalske, US-amerikanischer American-Football-Spieler
- 1903: José Antonio Primo de Rivera, spanischer faschistischer Politiker

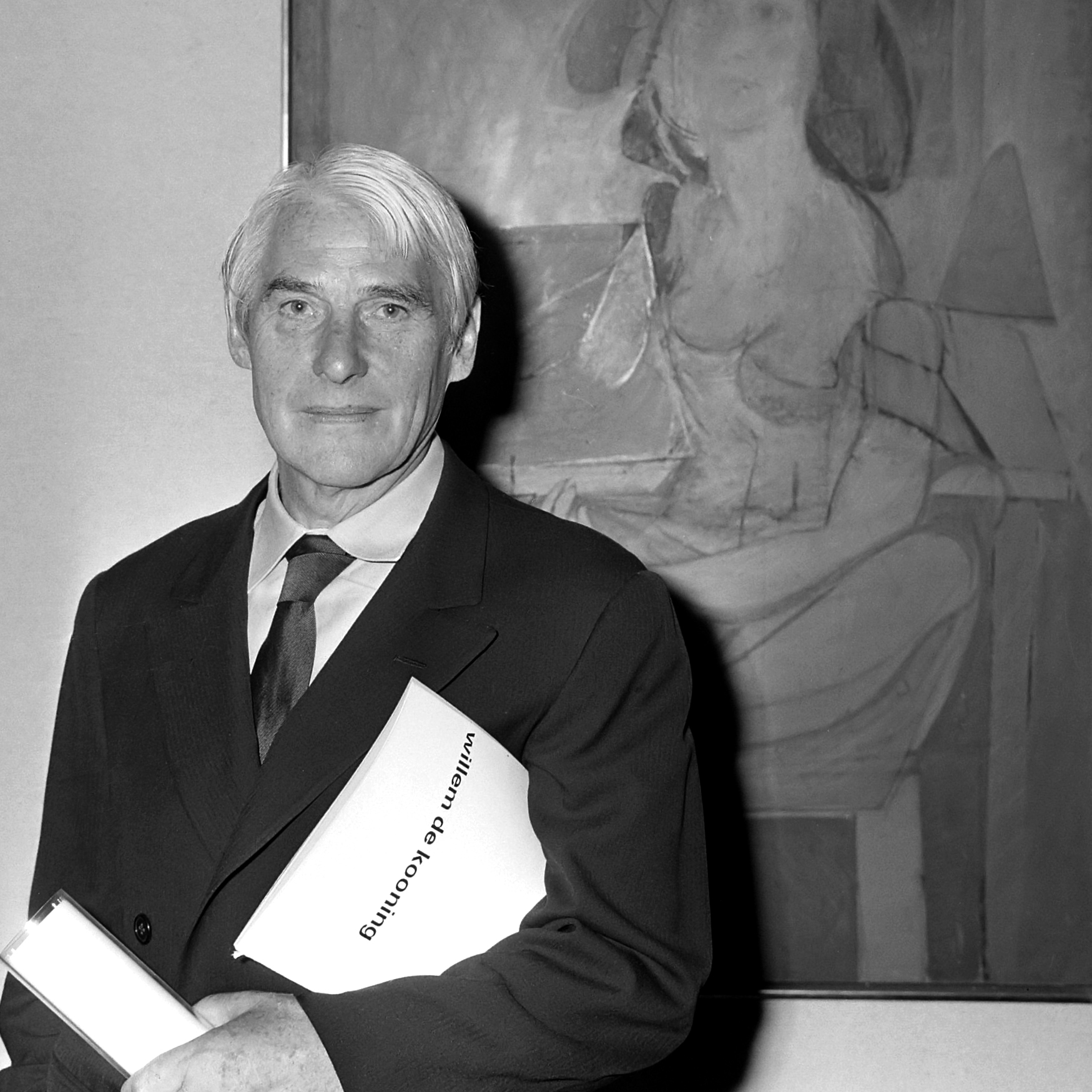
Willem de Kooning (* 1904)

- 1904: Willem de Kooning, US-amerikanischer Maler
- 1904: Herbert Zipper, österreichisch-US-amerikanischer Komponist, Dirigent und Musikpädagoge
- 1905: Robert Penn Warren, US-amerikanischer Autor
- 1906: William Joyce, irisch-US-amerikanischer faschistischer Politiker, Sprecher des NS-Radioprogrammes Germany Calling
- 1906: Hermann Kohlhase, deutscher Politiker
- 1907: Mathias Logelin (1907–1999), luxemburgischer Kunstturner
- 1907: Václav Trojan, tschechischer Komponist
- 1907: Geo Widengren, schwedischer Orientalist und Religionswissenschaftler
- 1908: Wiktor Semjonowitsch Abakumow, sowjetischer Minister für Staatssicherheit
- 1908: Inga Gentzel, schwedische Leichtathletin
- 1908: Józef Gosławski, polnischer Bildhauer und Medailleur
- 1909: Bernhard Grzimek, deutscher Tierarzt, Verhaltensforscher, Zoodirektor, Fernsehmoderator, Tierfilmer und Autor
- 1910: Karl Zink, deutscher Politiker, Widerstandskämpfer gegen den Nationalsozialismus
- 1911: Eugen Jebeleanu, rumänischer Lyriker
- 1911: Ethel Reschke, deutsche Schauspielerin

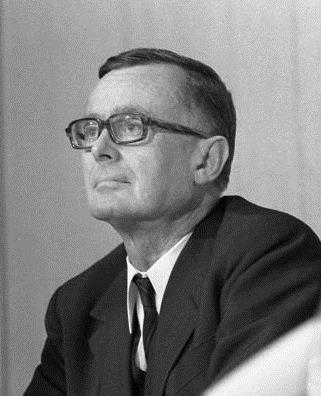
Karl Schiller (* 1911)

- 1911: Karl Schiller, deutscher Wirtschaftspolitiker, MdL, MdB, Landes- und Bundesminister
- 1912: Franz Eckerle, deutscher Offizier und Kunstflieger
- 1912: Oskar Rohr, deutscher Fußballspieler
- 1913: Violet Archer, kanadische Komponistin
- 1913: Paul Esser, deutscher Schauspieler und Synchronsprecher
- 1913: Hermann Gramlich, deutscher Fußballspieler
- 1913: Josef Stierli, Schweizer Jesuit und Kirchenhistoriker
- 1914: Jonathan Brewster Bingham, US-amerikanischer Politiker
- 1914: William Castle, US-amerikanischer Filmregisseur und -produzent
- 1914: Loe de Jong, niederländischer Historiker und Journalist
- 1914: Jan Karski, polnischer Offizier, Kurier der polnischen Heimatarmee
- 1914ː Herta Mohr, österreichische, später staatenlos in den Niederlanden lebende, Ägyptologin, Opfer der Schoa
- 1914: André Wollscheidt, luxemburgischer Boxer
- 1915: William Goyen, US-amerikanischer Schriftsteller
- 1915: Paul Rinkowski, deutscher Fahrradentwickler
- 1916: Lou Thesz, US-amerikanischer Wrestler
- 1918: Elisabeth Mann Borgese, deutsch-kanadische Meeresrechtlerin und Ökologin
- 1919: Edgar Jarratt Applewhite, US-amerikanischer Schriftsteller
- 1919: Richard Friederich Arens, US-amerikanischer Mathematiker

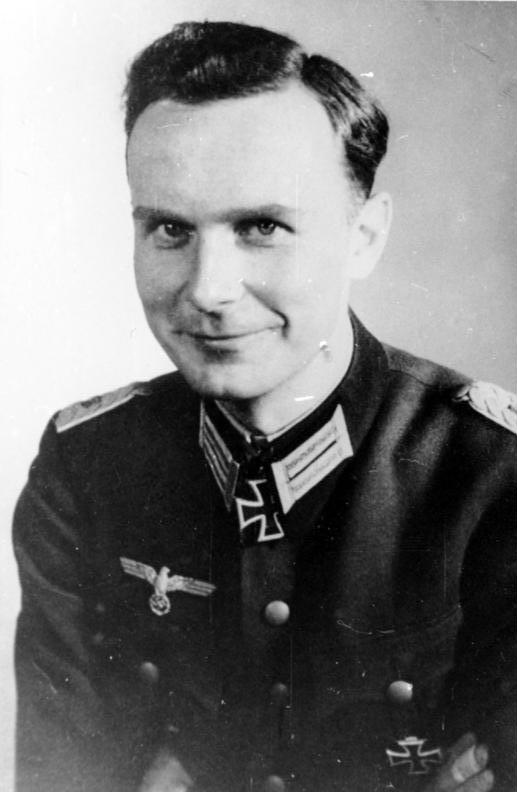
Axel von dem Bussche (* 1919)

- 1919: Axel von dem Bussche, deutscher Offizier, Widerstandskämpfer gegen den Nationalsozialismus
- 1919: Lucy Griffiths, britische Schauspielerin
- 1919: Glafkos Klerides, griechisch-zypriotischer Politiker
- 1919: César Manrique, spanischer Architekt, Bildhauer und Umweltschützer
- 1919: Wolfgang Panofsky, US-amerikanischer Teilchenphysiker
- 1920: Joseph Adetunji Adefarasin, nigerianischer Jurist
- 1920: Roswitha Bitterlich, österreichische Malerin und Grafikerin
- 1920: Luigi Valenzano, italienischer Autorennfahrer
- 1921: Laci Boldemann, schwedischer Komponist deutsch-finnischer Abstammung
- 1921: Heinz Krügel, deutscher Fußballspieler und -trainer
- 1922: Susanna Agnelli, italienische Politikerin
- 1922: Fred Delmare, deutscher Schauspieler
- 1924: P. Bhaskaran, indischer Songtexter und Filmregisseur
- 1924: Eric Pleskow, österreichischer Filmstudio-Präsident
- 1925: Jimmy Dickinson, englischer Fußballspieler
- 1925ː Ursula Kuhn, deutsche Schriftstellerin

#### 1926–1950
- 1926: Francis Burt, englischer Komponist
- 1926: Thorbjörn Fälldin, schwedischer Politiker, Premierminister
- 1926: Kurt Hamer, deutscher Politiker
- 1927: Josy Barthel, luxemburgischer Leichtathlet, Olympiasieger

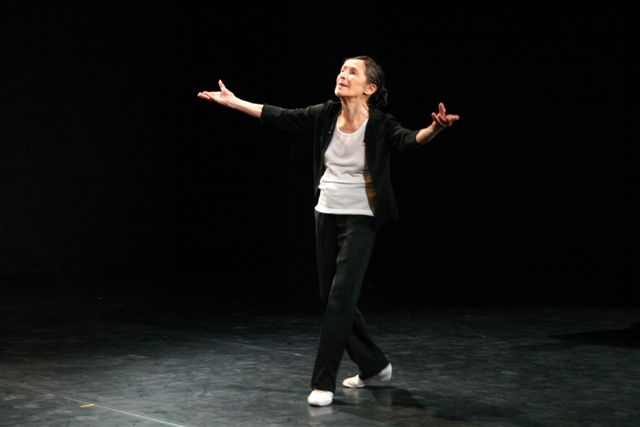
Ursula Cain (* 1927)

- 1927: Ursula Cain, deutsche Tänzerin und Tanzpädagogin
- 1927: Fatty George, österreichischer Jazzmusiker
- 1927: Donato Squicciarini, römisch-katholischer Erzbischof, Diplomat und Apostolischer Nuntius
- 1928: Karlheinz Bauer, deutscher Bauingenieur und Bauunternehmer, Pionier des Spezialtiefbaus
- 1928: Mickey Bohnacker, deutscher Pressefotograf und Fotojournalist
- 1928: Johnny Griffin, US-amerikanischer Jazzmusiker
- 1928: Heinz Schröder, deutscher Puppenspieler
- 1928: Jerzy Tchórzewski, polnischer Maler, Grafiker un Kunstpädagoge
- 1929: André Darrigade, französischer Radrennfahrer
- 1929: Hella Pick, britische Journalistin österreichischer Abstammung
- 1929: Ferit Tüzün, türkischer Komponist und Dirigent
- 1930: Anneliese Augustin, deutsche Politikerin, MdB
- 1930: Richard Donner, US-amerikanischer Regisseur und Schauspieler
- 1930: José Sarney, brasilianischer Schriftsteller und Politiker, Präsident
- 1930: Karsten Vilmar, deutscher Mediziner und Ärztevertreter
- 1931: Abdelhamid Kermali, algerisch-französischer Fußballspieler und -trainer
- 1931: Antonio Attolini Lack, mexikanischer Architekt
- 1931: Pierre Abbink Spaink, niederländischer Komponist und Musikpädagoge
- 1931: Bridget Riley, britische Malerin

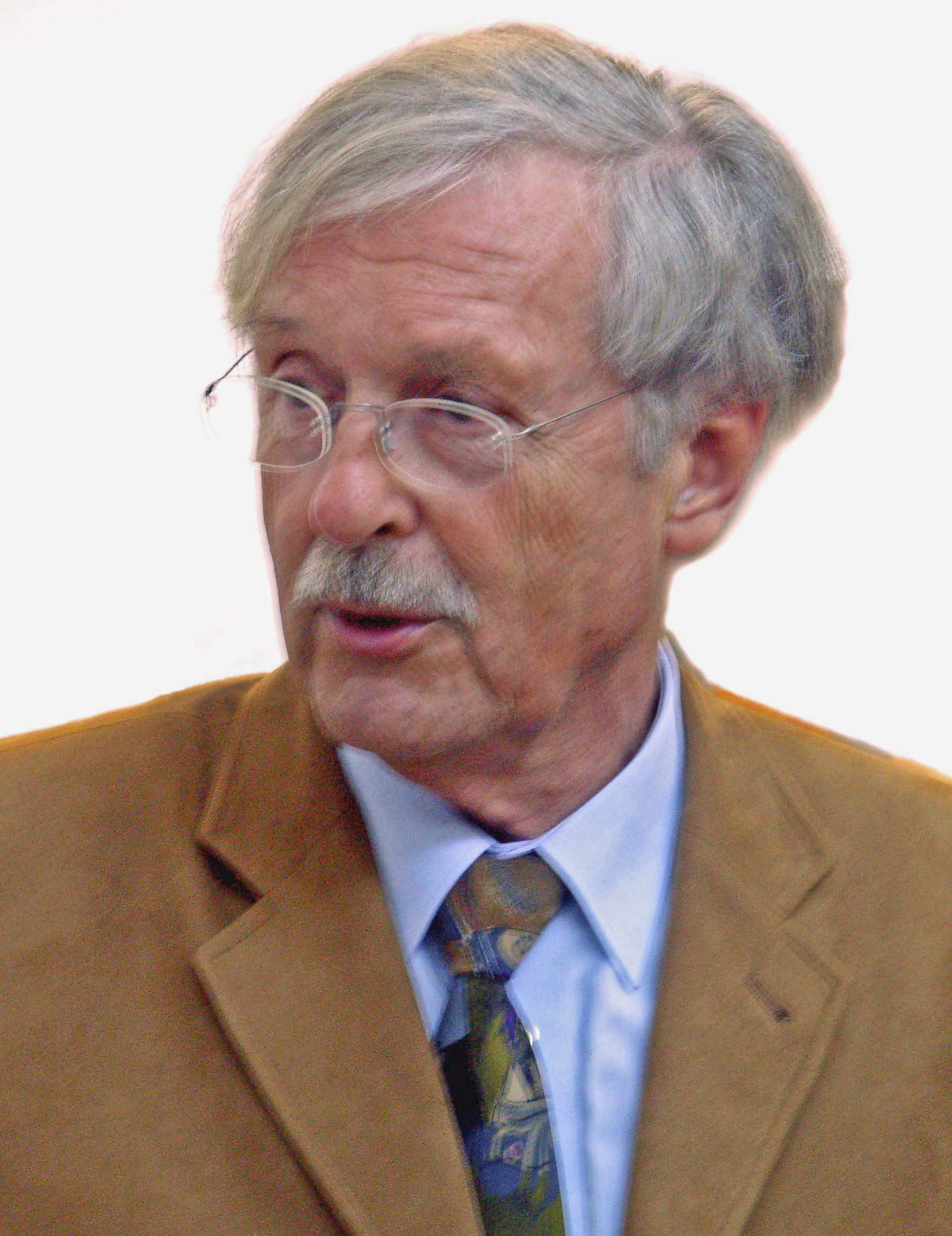
Meinolf Wewel (* 1931)

- 1931: Meinolf Wewel, deutscher Verleger
- 1932: Jákup Pauli Gregoriussen, färöischer Architekt, Grafiker und Autor
- 1933: William Garrett, US-amerikanischer Autorennfahrer
- 1933: Helmuth Lohner, österreichischer Schauspieler und Regisseur
- 1933: Francesco Valdambrini, italienischer Komponist und Musikpädagoge
- 1933: Raúl Velasco, mexikanischer Fernsehmoderator und -produzent
- 1934: Klaus Goebel, deutscher Historiker

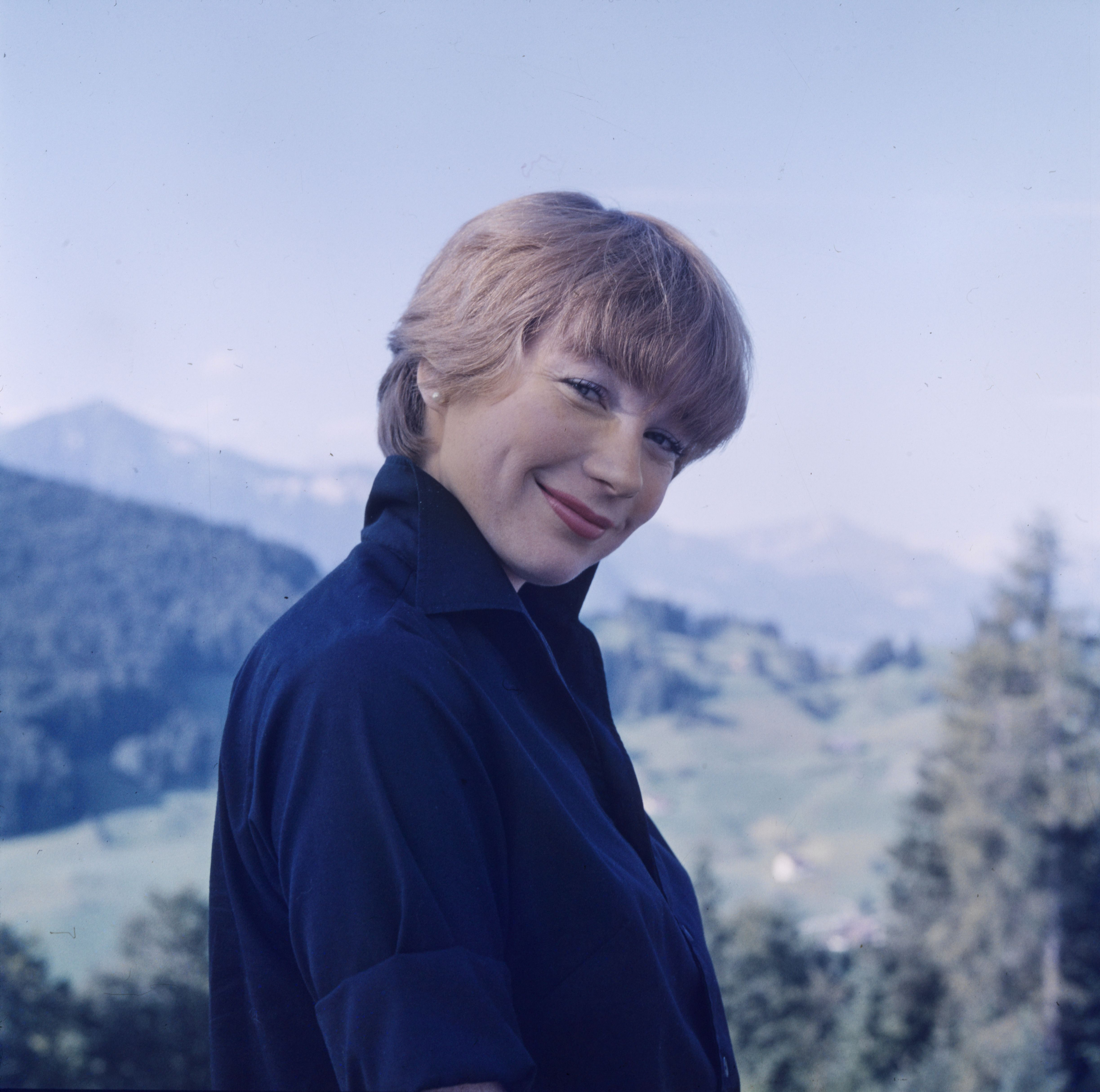
Shirley MacLaine (1934)

- 1934: Shirley MacLaine, US-amerikanische Schauspielerin
- 1934: Michael Taylor, britischer Autorennfahrer
- 1935: Héctor Barinas, venezolanischer Sänger und Komponist
- 1935: Jerzy Godziszewski, polnischer Pianist und Musikpädagoge
- 1935: Gerd Hennig, deutscher Fußballschiedsrichter
- 1935: Luise Wulff, deutsche Grafikerin und Illustratorin
- 1936: Akwasi Afrifa, Staatschef von Ghana
- 1936: Nana von Hugo, deutsche Designerin und Architektin
- 1936: Jill Ireland, Schauspielern und Produzentin
- 1936: Kåre Kolberg, norwegischer Komponist und Organist
- 1936: Gerhard Sperl, österreichischer Montanwissenschaftler, Hochschullehrer, Historiker und Kommunalpolitiker
- 1937: Vytautas Andriulis, litauischer Rechtshistoriker und Professor für Rechtsgeschichte
- 1937: Don Balmer, Schweizer Schauspieler
- 1937: Joe Henderson, US-amerikanischer Jazzmusiker
- 1937: Yasuko Matsuda, japanische Leichtathletin
- 1937: Grace Oladunni Taylor, nigerianische Biochemikerin
- 1938: Michael Koser, deutscher Schriftsteller
- 1939: Kurt Andersson, schwedischer Fußball-, Bandy- und Eishockeyspieler
- 1939: Christian Breuer, deutscher Fußballspieler
- 1939: Ernst Zündel, deutscher Revisionist, Holocaustleugner
- 1940: Katharina de Bruyn, deutsche Volksschauspielerin

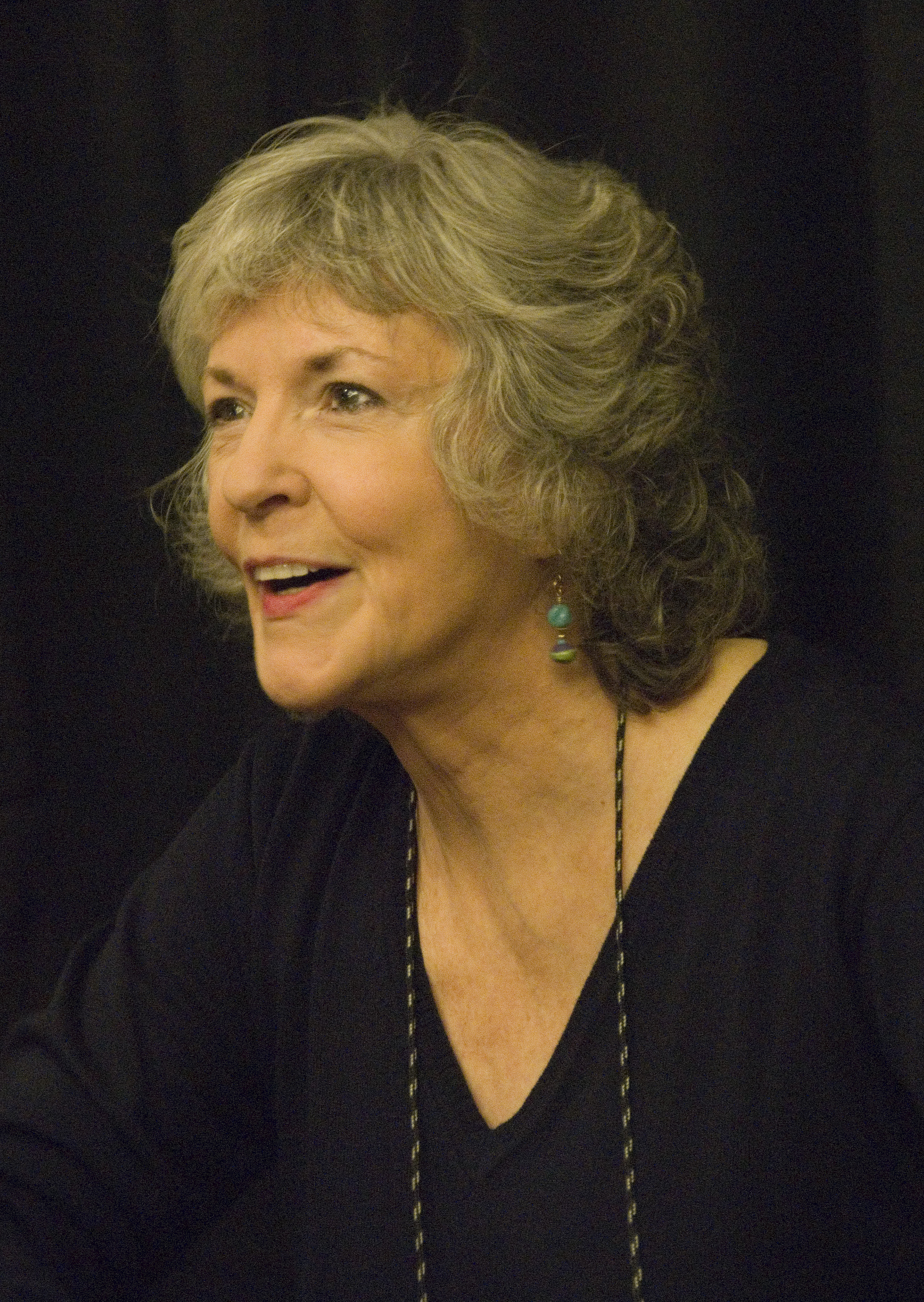
Sue Grafton (* 1940)

- 1940: Sue Grafton, US-amerikanische Krimi-Schriftstellerin
- 1941ː Barbara Bergelt, deutsche Politikerin, MdL in Hessen
- 1941: Silvio Borner, Schweizer Wirtschaftswissenschaftler
- 1941: Rolf Grimm, deutscher Fußballspieler
- 1941: Richard Holbrooke, US-amerikanischer Diplomat
- 1941: John Christopher Williams, australischer Gitarrist
- 1942ː Shahla Lahiji, iranische Autorin, Verlegerin, Übersetzerin, Frauenrechtsaktivistin
- 1942: Barbra Streisand, US-amerikanische Schauspielerin, Sängerin und Regisseurin
- 1942: Werner Teske, Hauptmann des MfS, letztes Opfer der Todesstrafe in Deutschland
- 1943: Anna Maria Cecchi, italienische Schwimmerin
- 1943: Dick Matena, niederländischer Comiczeichner und Autor
- 1943: Shlemon Warduni, irakischer Weihbischof in Bagdad
- 1944: Thumma Bala, Erzbischof von Hyderabad
- 1944: Agnes Grossmann, österreichische Dirigentin
- 1944: Sjanon Pasnjak, belarussischer Politiker und Aktivist
- 1944: Tony Visconti, britisch-US-amerikanischer Musikproduzent
- 1944: Gustl Wilke, deutscher Handballspieler und -trainer
- 1945: Linde Bischof, deutsche Malerin und Grafikerin
- 1945: Doug Clifford, US-amerikanischer Schlagzeuger
- 1945: Larry Tesler, US-amerikanischer Informatiker
- 1946: Horst Fuchs, deutscher Teleshopping-Verkäufer
- 1946: Stafford James, US-amerikanischer Jazz-Bassist
- 1946: Eva Šuranová, slowakische Leichtathletin
- 1947: Josep Borrell, spanischer (katalanischer) Politiker
- 1947: Ernst Dokupil, österreichischer Fußballspieler und -trainer
- 1947: Thomas Jeier, deutscher Schriftsteller

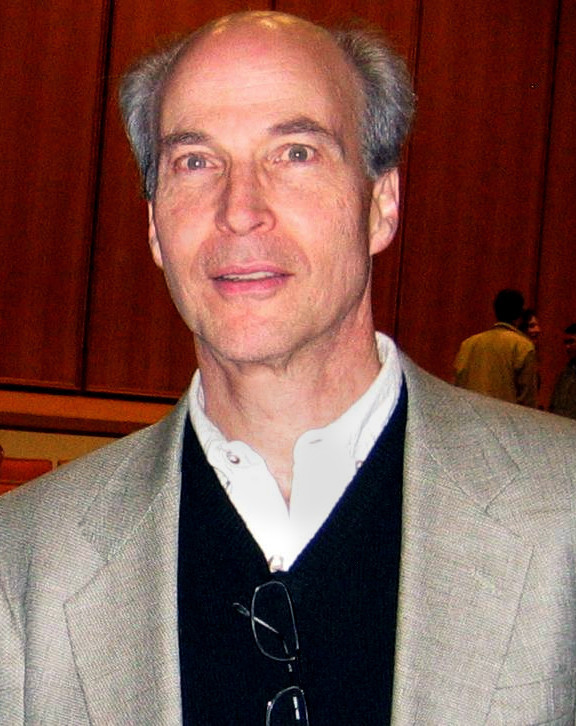
Roger D. Kornberg (* 1947)

- 1947: Roger D. Kornberg, US-amerikanischer Biochemiker, Nobelpreisträger
- 1948: Tomoko Abe, japanische Politikerin
- 1948: Paul Sahli, Schweizer Artist und Rekordhalter
- 1948: Kōhei Tsuka, koreanisch-japanischer Dramatiker, Regisseur und Theaterleiter
- 1949: Ulrike Andresen, deutsche Malerin und Grafikerin

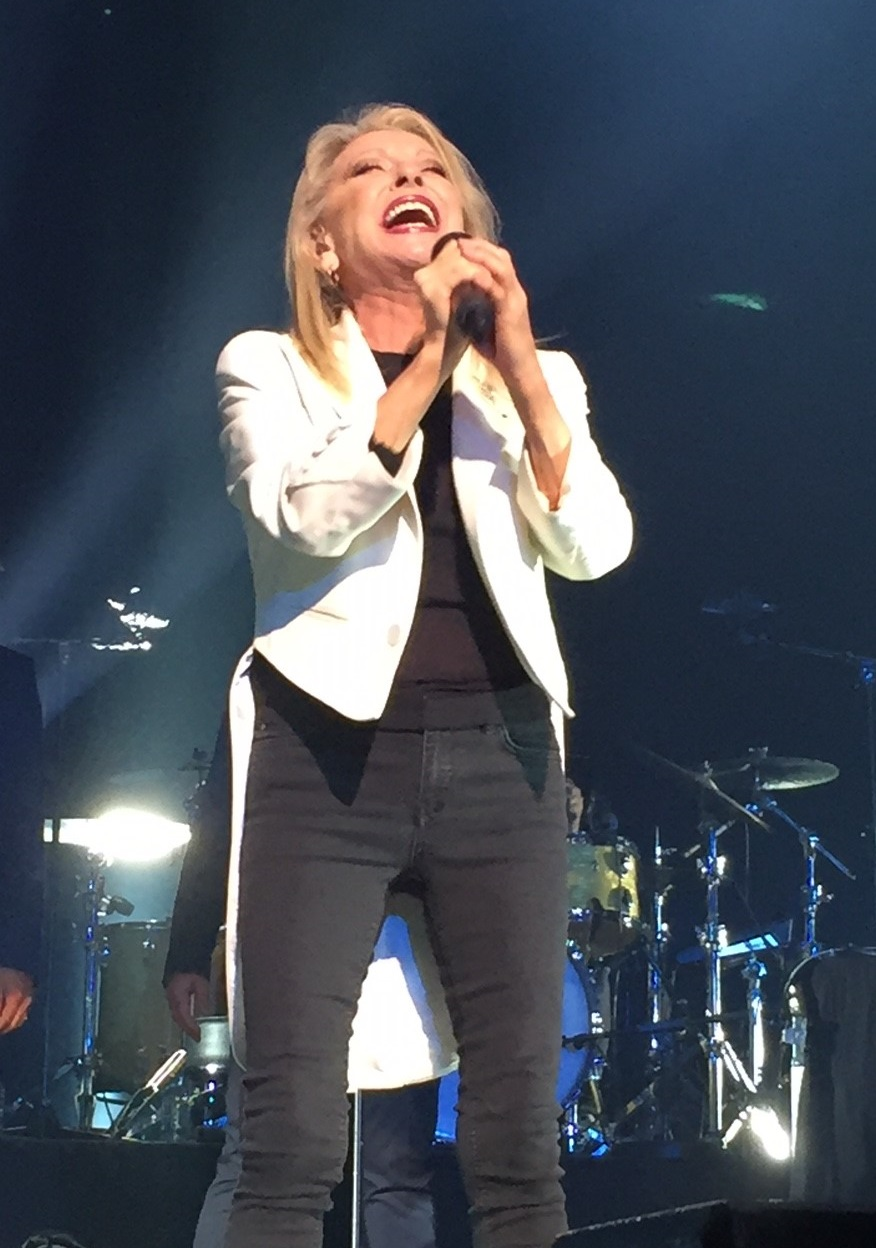
Véronique Sanson (* 1949)

- 1949: Véronique Sanson, französische Chansonnière
- 1949: Wilfrido Vargas, dominikanischer Bandleader, Trompeter und Sänger
- 1950: Rob Hyman, US-amerikanischer Musiker
- 1950: Anita Lochner, US-amerikanische Schauspielerin und Synchronsprecherin
- 1950: Helmut Rau, baden-württembergischer Politiker, MdL

#### 1951–1975
- 1951: Enda Kenny, irischer Premierminister
- 1951: André Lara Resende, brasilianischer Bankier und Autorennfahrer
- 1951: Günther Zechberger, österreichischer Komponist

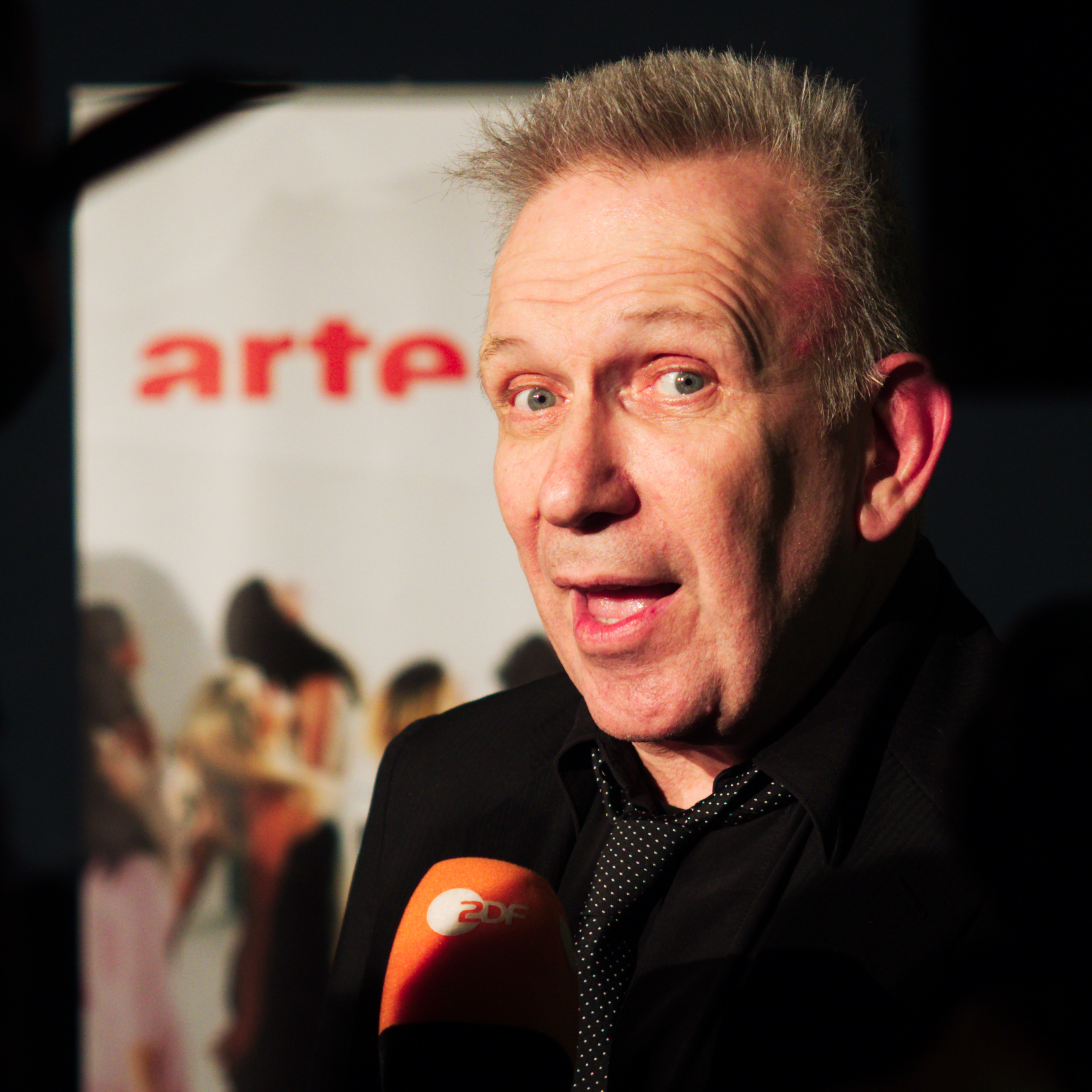
Jean Paul Gaultier (* 1952)

- 1952: Jean Paul Gaultier, französischer Modeschöpfer
- 1953: Edmund Arens, deutscher Theologe und Professor
- 1953: Bino, italienischer Schlagersänger
- 1953: Thomas Jentsch, deutscher Professor für molekulare Neuropathologie
- 1953: Naoki Nagasaka, japanischer Autorennfahrer
- 1954: Captain Sensible, britischer Sänger, Gitarrist und Bassist
- 1954: Mumia Abu-Jamal, US-amerikanischer Journalist
- 1954: Wolf-Christian Dullo, deutscher Meeresbiologe
- 1955: Marion Caspers-Merk, deutsche Politikerin
- 1956: Martijn Padding, niederländischer Komponist
- 1957: Dietmar Schermann, österreichischer Komponist und Dirigent
- 1957: Bamir Topi, albanischer Politiker
- 1958: Nazir Ahmed, Baron Ahmed, britischer Politiker
- 1958: Birte Berg, deutsche Schauspielerin
- 1958: Karen Nicolson, britische Marathonläuferin
- 1958: Hans-Peter Seidel, deutscher Informatiker
- 1958: Mercedes Stermitz, österreichische Schönheitskönigin und Rennfahrerin

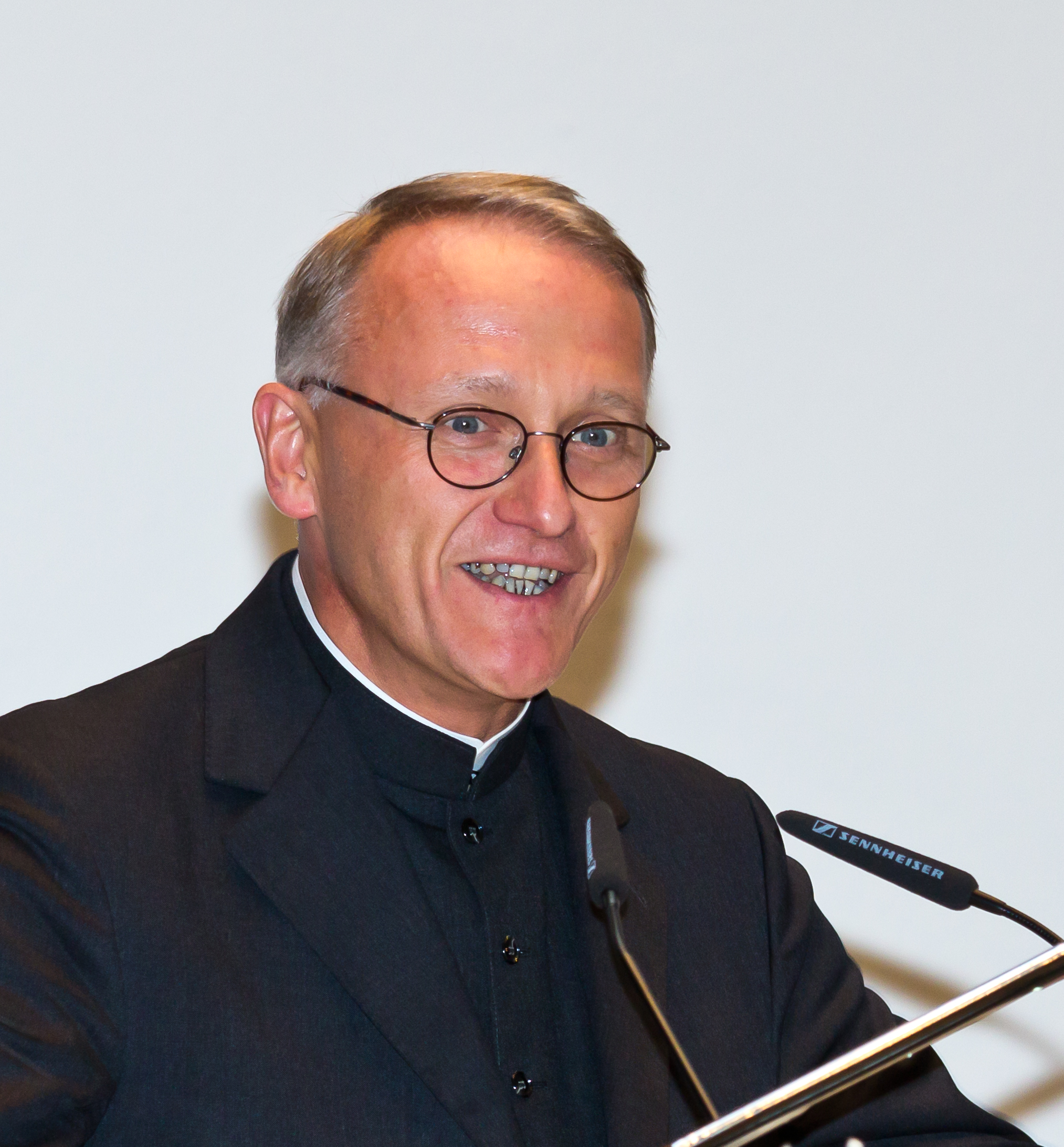
Marc-Aeilko Aris (* 1959)

- 1959: Marc-Aeilko Aris, deutscher Mediävist, Philologe, Philosophiehistoriker und Priester
- 1959: Peter Jahr, deutscher Politiker
- 1959: Glenn Morshower, US-amerikanischer Schauspieler
- 1959: Johannes Rauch, österreichischer Politiker
- 1960: Friðrik Karlsson, isländischer Gitarrist (Mezzoforte)
- 1961: Wolfgang Dienelt, deutscher Fußballspieler
- 1962: Clemens Binninger, deutscher Politiker, MdB
- 1962: Stuart Pearce, englischer Fußballspieler
- 1963: Lajos Détári, ungarischer Fußballspieler
- 1963: Billy Gould, US-amerikanischer Musiker und Musik-Produzent
- 1963: Scott Rosenberg, US-amerikanischer Filmproduzent und Drehbuchautor

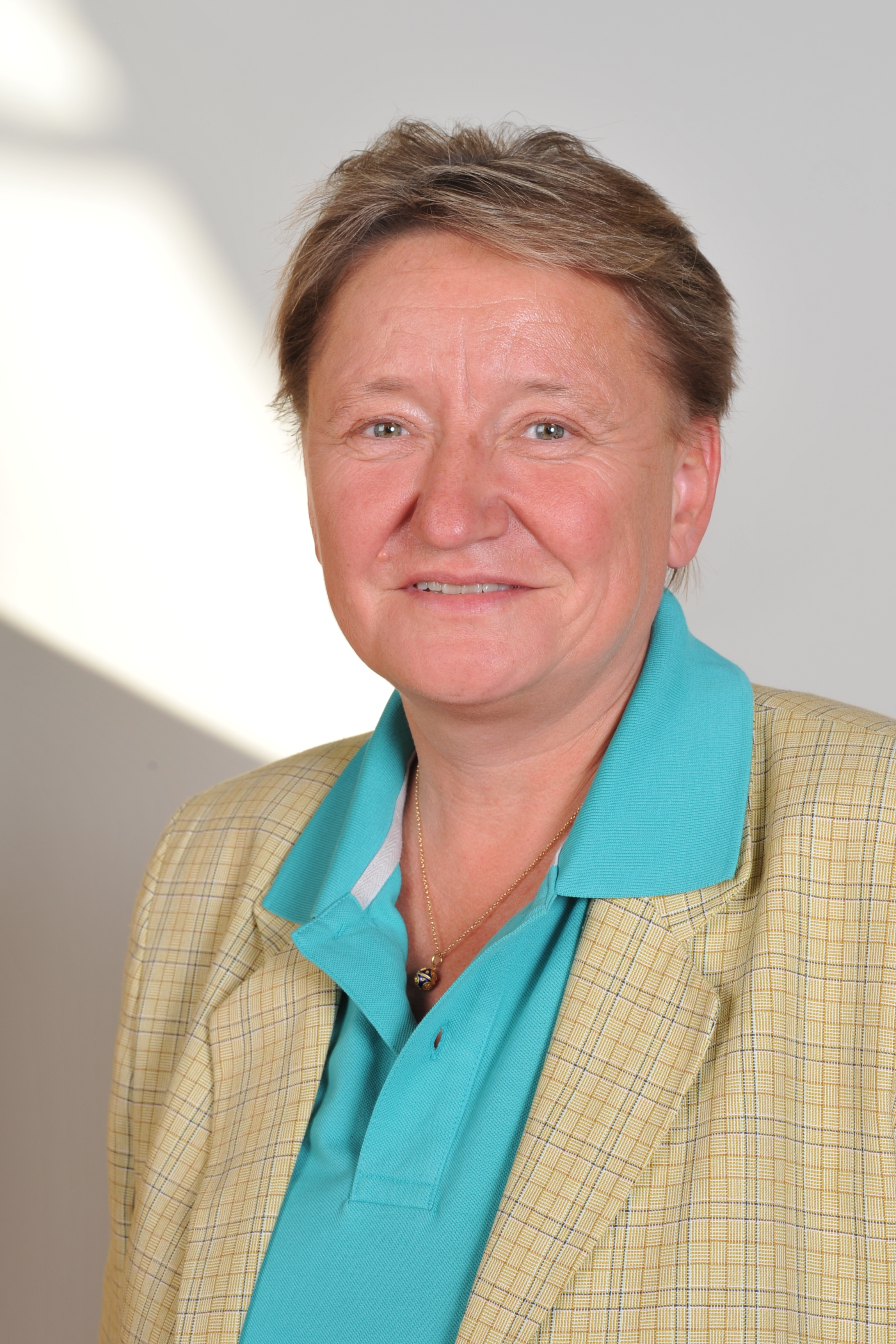
Susanna Tausendfreund (* 1963)

- 1963: Susanna Tausendfreund, deutsche Politikerin
- 1963: Tõnu Trubetsky, estnischer Punkrock-Sänger
- 1963: Dmitri Yanov-Yanovski, usbekischer Komponist
- 1964: Helga Arendt, deutsche Leichtathletin
- 1964: Cedric the Entertainer, US-amerikanischer Schauspieler und Komiker
- 1964: Jarosław Chojnacki, polnischer Radrennfahrer
- 1964: Barbara Clear, deutsche Sängerin, Liedschreiberin und Malerin
- 1964: Marcus Everding, deutscher Theaterregisseur
- 1964: Djimon Hounsou, beninisch-US-amerikanischer Schauspieler
- 1964: Stefan Koch, deutscher Basketballtrainer, Basketballkommentator, Vortragsredner und Berater
- 1964: Mark Moogalian, US-amerikanischer Dozent
- 1964: Jelena Wladimirowna Rybkina, russische Badmintonspielerin
- 1964: Paul Sailer-Wlasits, österreichischer Philosoph und Politikwissenschaftler
- 1964: Gregory Sporleder, US-amerikanischer Schauspieler
- 1964: Jennifer Thanisch, englische Schauspielerin

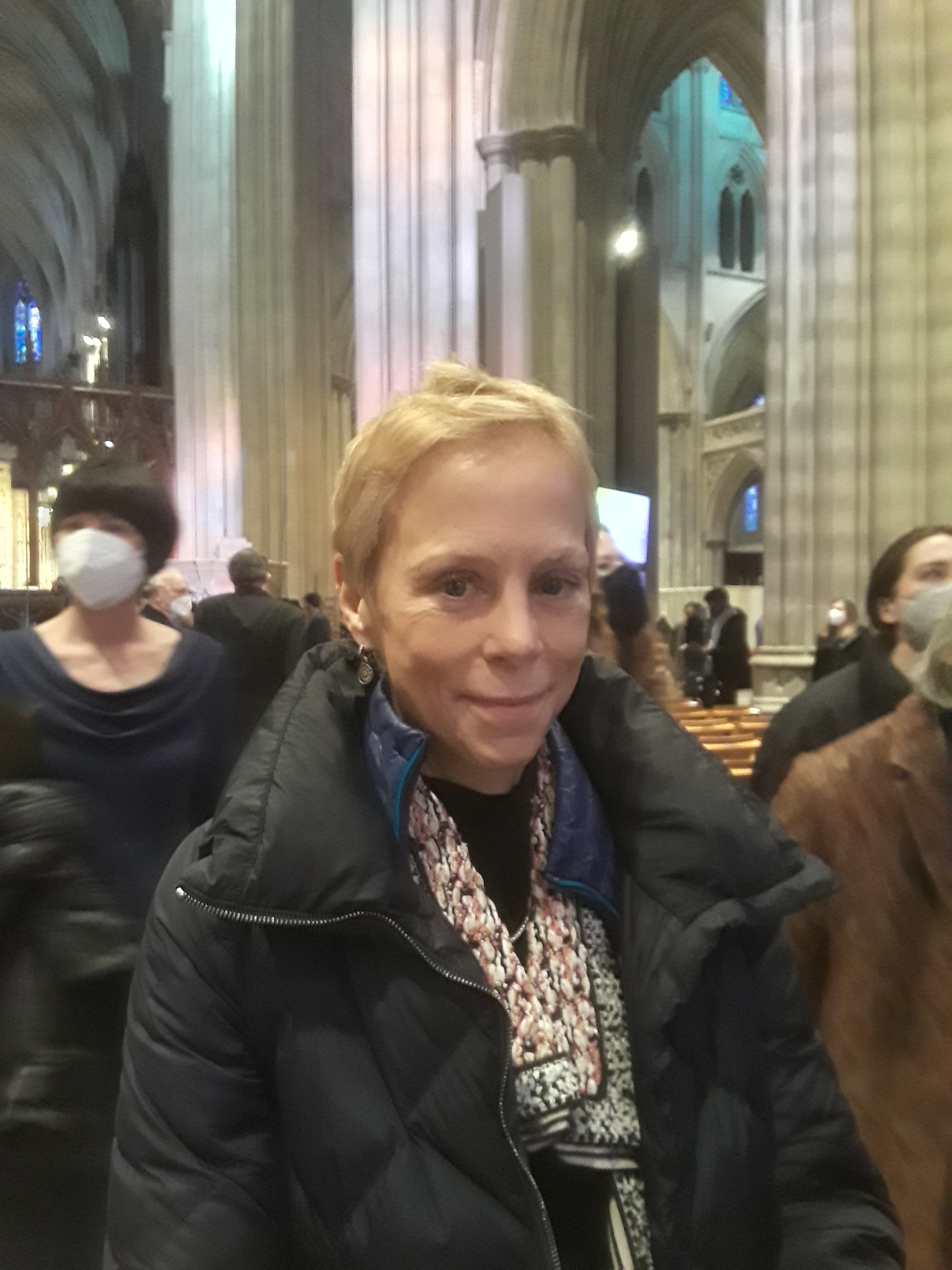
Augusta Read Thomas (* 1964)

- 1964: Augusta Read Thomas, US-amerikanische Komponistin und Musikpädagogin
- 1965: Hagen Bogdanski, deutscher Regisseur und Kameramann
- 1966: Andreas Schönbächler, Schweizer Skisportler
- 1966: David Usher, kanadischer Rocksänger und Songschreiber
- 1967: Anupama Kundoo, indische Architektin und Professorin
- 1967: Jacqueline Macaulay, britische Schauspielerin
- 1967: Robert Nearn, britischer Autorennfahrer
- 1967: Dino Rađa, kroatischer Basketballspieler
- 1968: Markus Agosti, deutscher Schlagersänger, Songtexter, Komponist und Showmoderator
- 1968: Roxanna Panufnik, englische Komponistin
- 1968: Rolf Stahlhofen, deutscher Sänger, Musiker und Liedschreiber

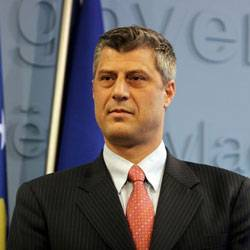
Hashim Thaçi (* 1968)

- 1968: Hashim Thaçi, jugoslawisch-kosovarischer Premierminister
- 1968: Jelena Walerjewna Välbe, russische Skilangläuferin

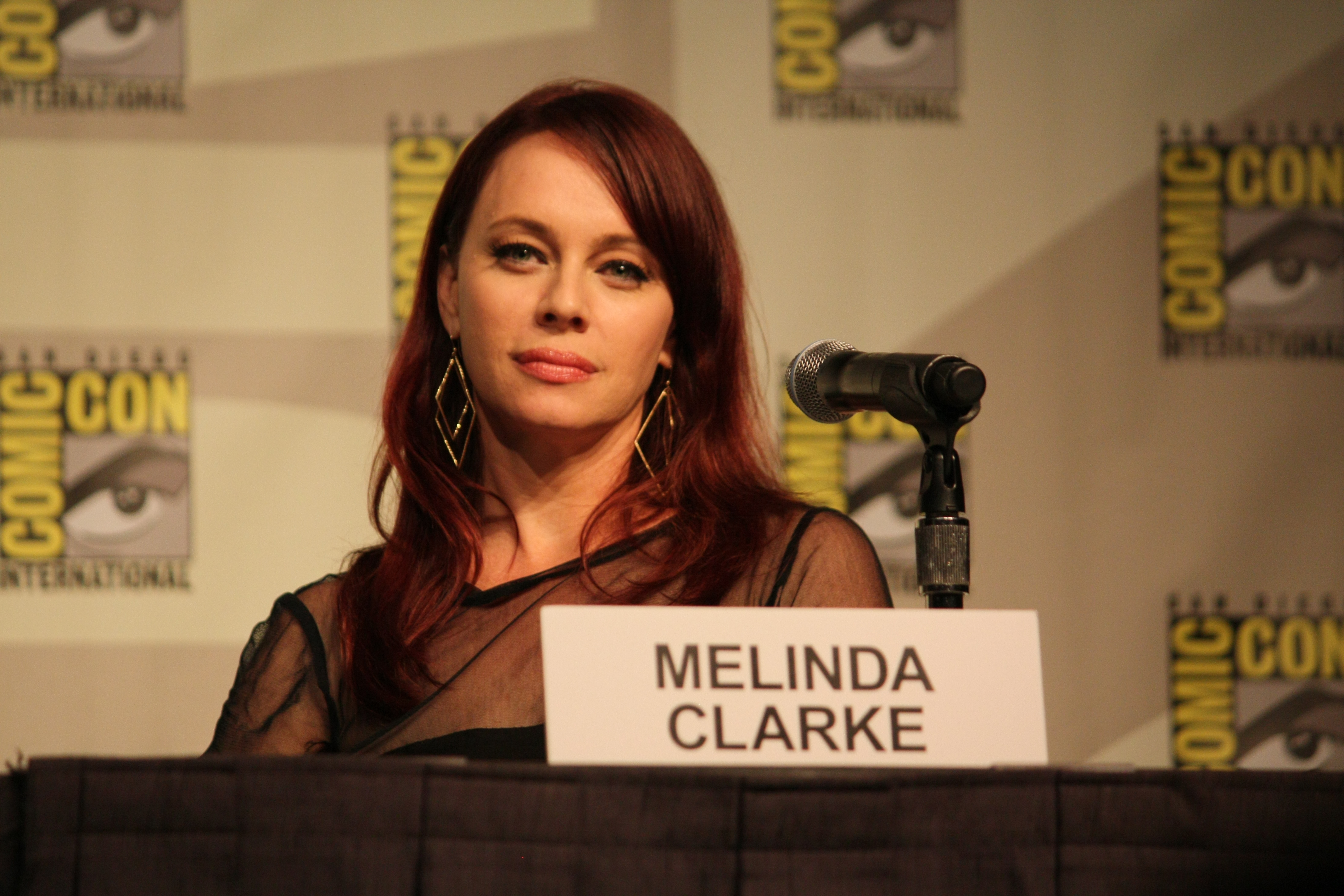
Melinda Clarke (* 1969)

- 1969: Melinda Clarke, US-amerikanische Schauspielerin
- 1969: Jan Stankiewicz, schwedischer Handballspieler
- 1969: David Timm, deutscher Pianist, Organist, Chorleiter und Jazzmusiker
- 1970: Jean-Philippe Belloc, französischer Autorennfahrer
- 1970: Dida Diafat, algerischer Muay-Thai-Kämpfer
- 1970: Christian Sewing, deutscher Bankmanager
- 1971: Yves Eigenrauch, deutscher Fußballspieler
- 1971: Stefania Rocca, italienische Schauspielerin
- 1971: Marco Seiffert, deutscher Fernseh- und Radiomoderator
- 1972: Adhemar, brasilianischer Fußballspieler
- 1972: Zuill Bailey, US-amerikanischer Cellist
- 1972: Chipper Jones, US-amerikanischer Baseballspieler
- 1972: Jure Košir, slowenischer Skirennläufer
- 1972: Anne Dorthe Tanderup, dänische Handballspielerin
- 1973: Karsten Bäron, deutscher Fußballspieler

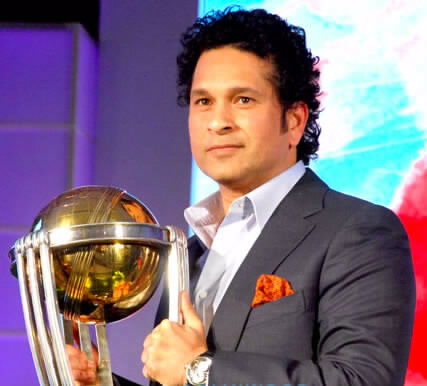
Sachin Tendulkar (* 1973)

- 1973: Sachin Tendulkar, indischer Cricketspieler
- 1973: Lars Freudenthal, deutscher Journalist und Schriftsteller
- 1973: Tomas Oral, deutscher Fußballtrainer
- 1974: Andy Kainz, österreichischer Tänzer und Tanztrainer
- 1974: Markus Langes-Swarovski, österreichischer Unternehmer
- 1974: Stephen Wiltshire, britischer Künstler
- 1975: Anastasia Acosta, costa-ricanische Schauspielerin und Model
- 1975: Eric Daniels, deutscher Eishockeyspieler und -schiedsrichter

#### 1976–2000
- 1976: Juan Manuel Gárate, spanischer Radrennfahrer
- 1976: Michael Schaefer, deutscher Autor
- 1976: Simon Steen-Andersen, dänischer Komponist und Installationskünstler

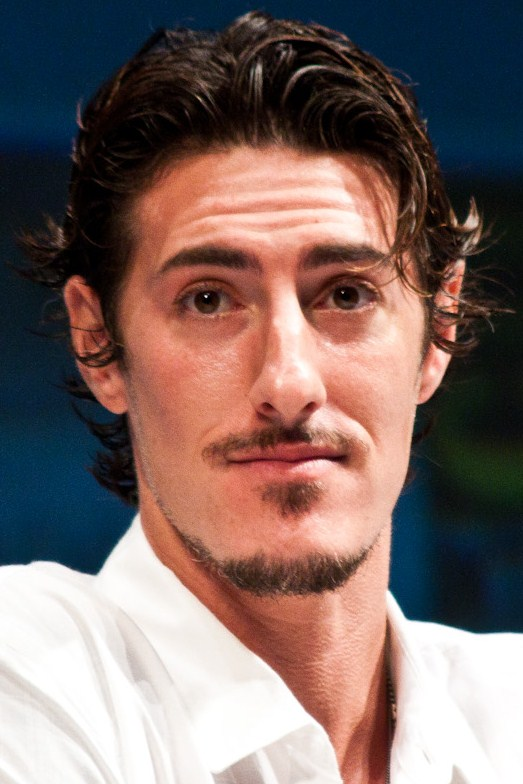
Eric Balfour (* 1977)

- 1977: Eric Balfour, US-amerikanischer Schauspieler
- 1977: Diego Placente, argentinischer Fußballspieler
- 1978: Beat Arnold, schweizerischer Politiker
- 1978: Jesper Christiansen, dänischer Fußballspieler
- 1978: Matt Nagy, US-amerikanischer Footballtrainer
- 1978: Ronny Scholz, deutscher Radrennfahrer
- 1980: Fernando Arce, mexikanischer Fußballspieler
- 1980: Karen Asrjan, armenischer Schachspieler
- 1980: Şener Aşkaroğlu, türkischer Fußballspieler
- 1980: Julia Hummer, deutsche Schauspielerin und Musikerin
- 1980: Klaus Kröll, österreichischer Skirennläufer
- 1980: Jaime Melo, brasilianischer Autorennfahrer
- 1981: Chen Li-ju, taiwanische Bogenschützin
- 1981: Taylor Dent, US-amerikanischer Tennisspieler
- 1981: Thomas Pichlmann, österreichischer Fußballspieler
- 1981: Marie Friederike Schöder, deutsche Sopranistin

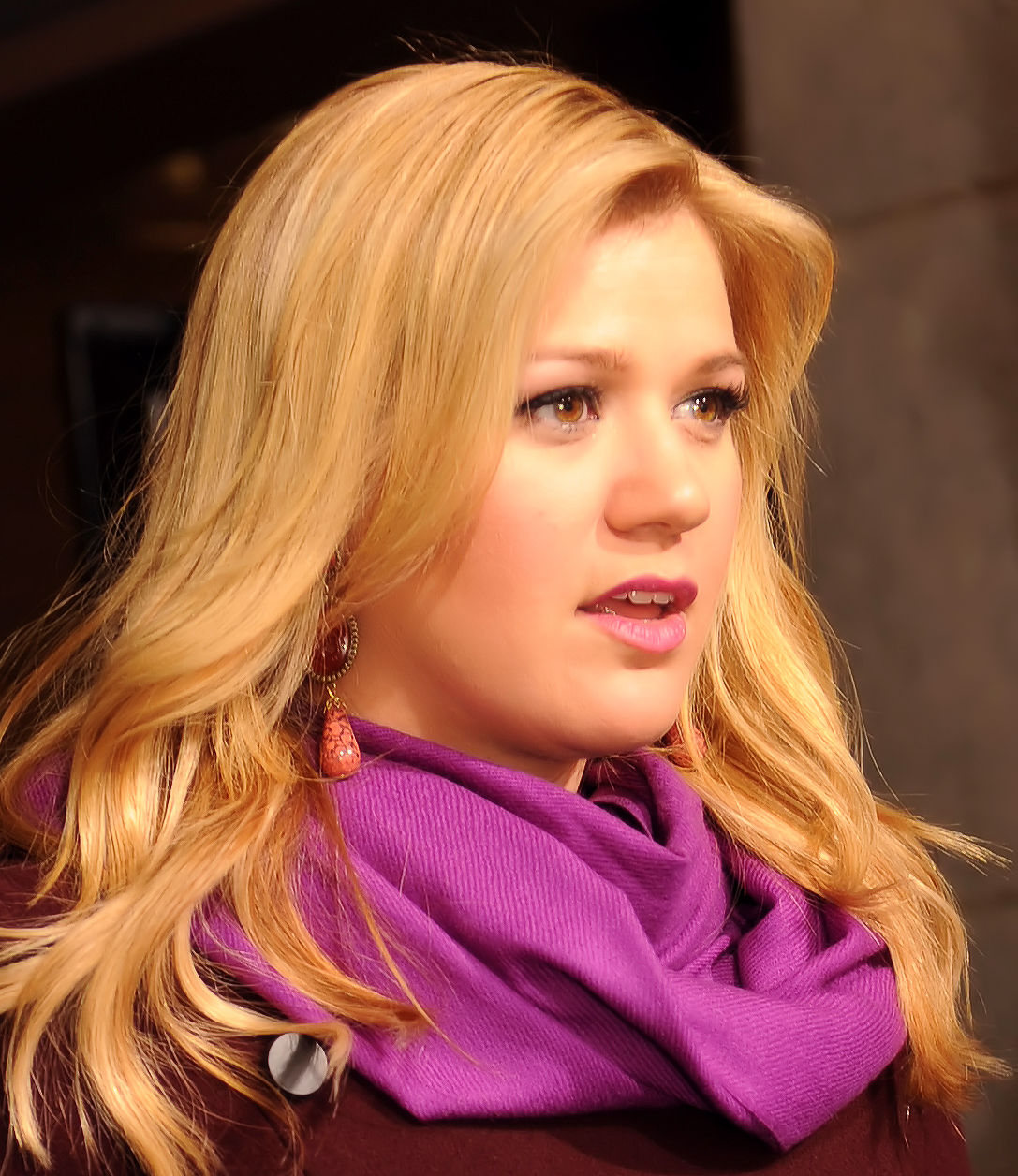
Kelly Clarkson (* 1982)

- 1982: Kelly Clarkson, US-amerikanische Popsängerin
- 1982: Nicole Davis, US-amerikanische Volleyballspielerin
- 1982: Tobias Funke, Schweizer Koch
- 1982: Nick Howard, britischer Popsänger
- 1982: Maryja Kalesnikawa, belarussische Bürgerrechtlerin
- 1982: Moran Samuel, israelische Pararuderin und Parabasketballerin
- 1983: Jenny Adler, deutsche Biathletin
- 1983: Britt Goodwin, britische Handballspielerin
- 1983: Lukas Lamla, deutscher Politiker
- 1984: Vendula Adlerová, tschechische Volleyballspielerin
- 1985: Joséphine Jobert, französische Schauspielerin und Sängerin
- 1986: Mohd Nafiizwan Adnan, malaysischer Squashspieler
- 1986: Tahyna Tozzi, australische Schauspielerin, Model und Sängerin
- 1986: Gerald Wambacher, österreichischer Skispringer
- 1987: Simone Corsi, italienischer Motorradrennfahrer
- 1987: Anne Kaiser, deutsche Fußballspielerin
- 1987: Stefan Olsson, schwedischer Rollstuhltennisspieler
- 1987: Rein Taaramäe, estnischer Radrennfahrer

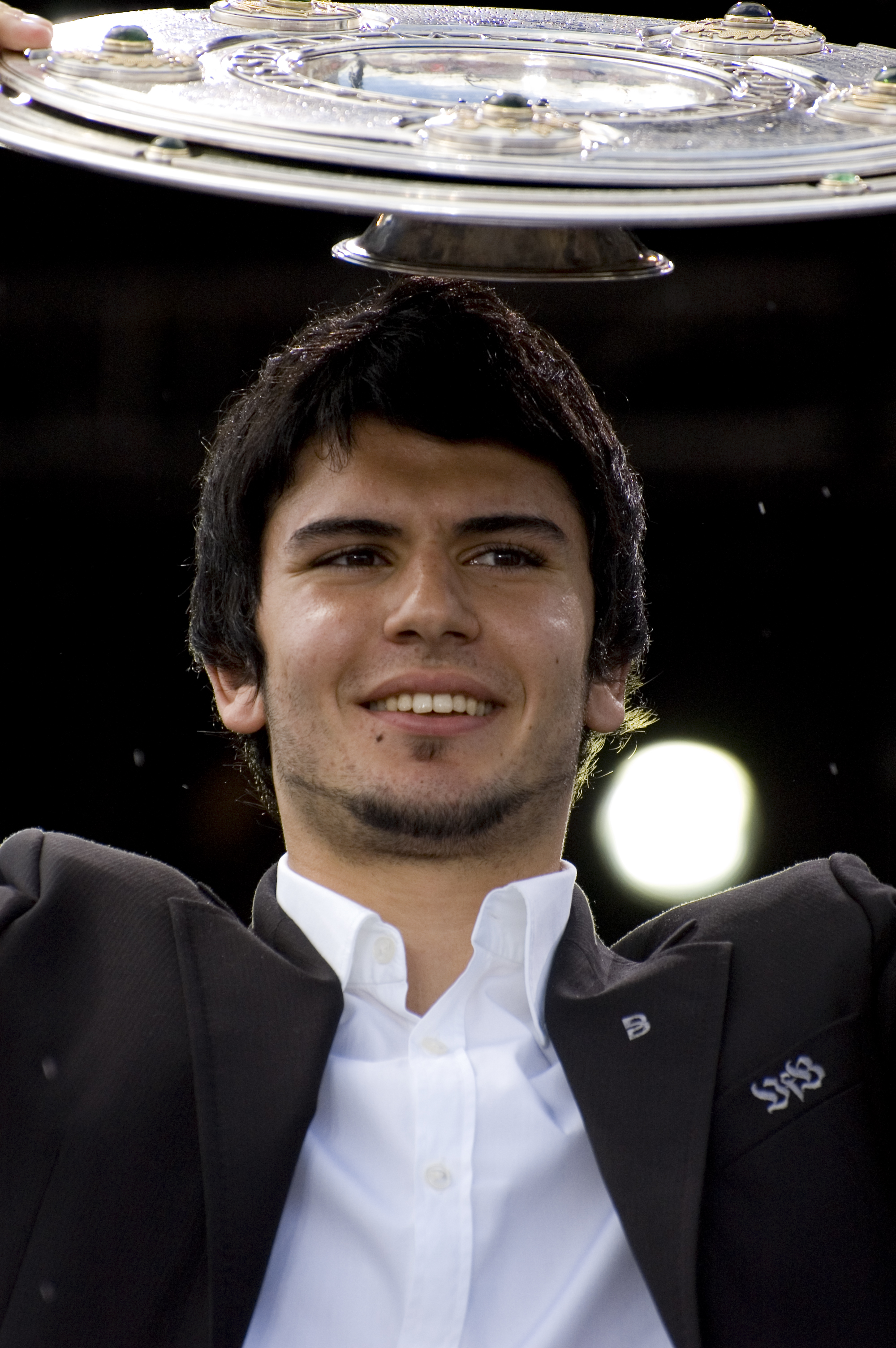
Serdar Taşçı (* 1987)

- 1987: Serdar Taşçı, deutscher Fußballspieler
- 1987: Jan Vertonghen, belgischer Fußballspieler
- 1989: Vladimir Andersen, dänischer Dartspieler
- 1989: Dennis Habedank, deutscher Schauspieler
- 1989: Sebastian Klussmann, deutscher Quizspieler
- 1989: Ian Matos, brasilianischer Turmspringer
- 1990: David Harrer, österreichischer Fußballspieler
- 1990: Zora Klipp, deutsche Köchin, Kochbuchautorin und Moderatorin
- 1990: Daniel Morad, kanadischer Rennfahrer
- 1990: Karoline de Souza, brasilianische Handballspielerin
- 1990: Jan Veselý, US-amerikanischer Basketballspieler
- 1991: Fernanda Colombo, brasilianisches Model und Fußballschiedsrichterin
- 1992: Laura Kenny, britische Bahnradfahrerin, Olympiasiegerin
- 1992: Pawel Krotow, russischer Freestyle-Skier
- 1992: Doc Shaw, US-amerikanischer Schauspieler, Sänger, Rapper und Model
- 1993: Ben Davies, walisischer Fußballspieler
- 1993: Dennis Krüger, deutscher Leichtathlet
- 1994: Kira Schnack, deutsche Handballspielerin
- 1995: Kehlani, US-amerikanische Sängerin
- 1996: Ashleigh Barty, australische Tennisspielerin
- 1997: Florian Latorre, französischer Autorennfahrer
- 1999: Palkó Dárdai, deutsch-ungarischer Fußballspieler

### 21. Jahrhundert
- 2002: Charlie McCann, nordirischer Fußballspieler

## Gestorben

### Vor dem 18. Jahrhundert
- 0624: Mellitus, Missionar und Erzbischof von Canterbury
- 1196: Béla III., König von Ungarn
- 1250: Simon von Collazzone, italienischer Franziskaner
- 1313: Konrad II., Graf von Rietberg
- 1367: Ernst I., Herzog von Braunschweig-Göttingen
- 1383: Heinrich III., Herzog von Mecklenburg
- 1399: Philip Darcy, 4. Baron Darcy de Knayth, englischer Adliger, Militär und Richter
- 1463: Kaspar von Breitenlandenberg, Fürstabt von St. Gallen
- 1483: Marguerite de Bourbon, französische Adelige
- 1512: Nikolosa Bursa, Benediktinerin und Äbtissin des Klosters auf dem venezianischen San Servolo
- 1521: Juan de Padilla, Führer des Comuneros-Aufstandes in Spanien
- 1579: Volkwin Weigel, deutscher Mathematiker
- 1580: Philippine Welser, Augsburger Patriziertochter, Ehefrau von Erzherzog Ferdinand II. von Tirol
- 1586: Dietrich IX. von Gemmingen, Grundherr von Tiefenbronn
- 1592: Georg Rörer, deutscher Theologe und Reformator
- 1613: Otto von Grünrade, deutscher evangelisch-reformierter Kirchenpolitiker
- 1617: Concino Concini, französischer General und Marschall von Frankreich
- 1618: Antoinette von Orléans-Longueville, französische Ordensfrau und Ordensgründerin
- 1622: Fidelis von Sigmaringen, deutscher katholischer Ordenspriester und Märtyrer
- 1639: Nicolaus Braun, deutscher Arzt
- 1640: Hans Hillger, kurfürstlich-sächsischer Büchsen- und Glockengießer, Dresdner Ratsherr und Bürgermeister
- 1656: Thomas Finck, deutscher Mathematiker und Mediziner
- 1659: Matthaeus von Wesenbeck, brandenburgischer Staatsmann
- 1664: Silvius Nimrod I., erster Herzog von Württemberg-Oels
- 1678: Ludwig VI., Landgraf von Hessen-Darmstadt
- 1680: Christoph Schrader, deutscher Rhetoriker und Bibliothekar
- 1684: Rudolf Capell, deutscher Pädagoge, Historiker und Philologe
- 1684: Johannes Olearius II, evangelischer Theologe und Dozent
- 1685: Georg Szelepcsényi, Erzbischof von Gran und Vertreter der Gegenreformation

### 18. Jahrhundert
- 1710: Manuel de Oms y de Santa Pau, spanischer Diplomat und Vizekönig von Peru
- 1711: Johann Werlhof, deutscher Rechtswissenschaftler
- 1723: Jean Daniel Abraham Davel, Waadtländer Revolutionär
- 1726: Christian August von Schleswig-Holstein-Gottorf, protestantischer Fürstbischof des Hochstifts Lübeck
- 1732: Johann Michael Ludwig Rohrer, deutscher Baumeister
- 1739: Karl-Franz Hannong, niederländisch-französischer Keramiker und Unternehmer
- 1747: Johann Georg Fischer, deutscher Baumeister des Barock
- 1751: Charles Calvert, 5. Baron Baltimore, Lord Proprietor der Kolonie Maryland
- 1751: Anna Schnidenwind, Breisgauer Bäuerin, Opfer der Hexenverfolgung
- 1760: Michele Mascitti, italienischer Violinist und Komponist
- 1763: Charles-Étienne Pesselier, französischer Autor, Poet, Fermier général und Enzyklopädist
- 1767: Georg Wilhelm von der Goltz, polnischer General und Diplomat
- 1768: Johann Valentin Tischbein, Maler in Laubach, Maastricht, Den Haag, Hildburghausen
- 1769: Philipp Friedrich Hiller, deutscher Pfarrer und Kirchenlieddichter
- 1773: Andreas Jäger, deutscher Orgelbauer
- 1775: John Rutty, englischer Mediziner, Chemiker und Naturforscher
- 1782: Hans Jakob Pestalozzi, Schweizer Unternehmer
- 1783: Grigori Grigorjewitsch Orlow, russischer Offizier und Geliebter von Katharina II.
- 1785: Friedrich, Herzog zu Mecklenburg-Schwerin
- 1788: Iyasu III., Kaiser von Äthiopien
- 1789: Andrei Petrowitsch Schuwalow, russischer Politiker, Staatsbankdirektor und Schriftsteller
- 1791: Benjamin Harrison V, Gouverneur des Commonwealth of Virginia
- 1794: Fredrik Axel von Fersen, schwedischer General und Staatsmann
- 1795: Johannes Schlottmann, deutscher Orgelbauer
- 1795: Christian Friedrich Voß, deutscher Verleger

### 19. Jahrhundert
- 1802: Sámuel Gyulay, österreichischer Feldmarschallleutnant
- 1803: Adélaïde Labille-Guiard, französische Porträtmalerin
- 1821: Johann Peter Frank, deutscher Mediziner
- 1823: Petrus von Hatzfeld, westfälischer Priester und Abt des Klosters Marienfeld
- 1824: Georg von Stengel, deutscher Beamter
- 1831: Catherine Pakenham, Ehefrau von Arthur Wellesley
- 1832: Francis de Rottenburg, britischer General und Militärschriftsteller deutsch-polnischer Herkunft
- 1836: Firmin Didot, französischer Typograph und Schriftsteller
- 1836: Hans zu Rantzau, dänischer Generalkriegskommissar
- 1846: Girolamo Crescentini, italienischer Sänger (Kastrat) und Komponist
- 1848: Theobald Fritz, österreichischer römisch-katholischer Theologe und Hochschullehrer
- 1850: Louis Alexandre Piccinni, französischer Komponist
- 1851: Johannes Aberli, Schweizer Medailleur, Stein- und Stempelschneider
- 1852: Leopold, Großherzog von Baden
- 1859: Rudolf Swoboda der Ältere, österreichischer Maler
- 1862: Friedrich Busse, deutscher Betriebsdirektor und Erfinder
- 1862: Julius Wilhelm Oelsner, Abgeordneter in der Frankfurter Nationalversammlung

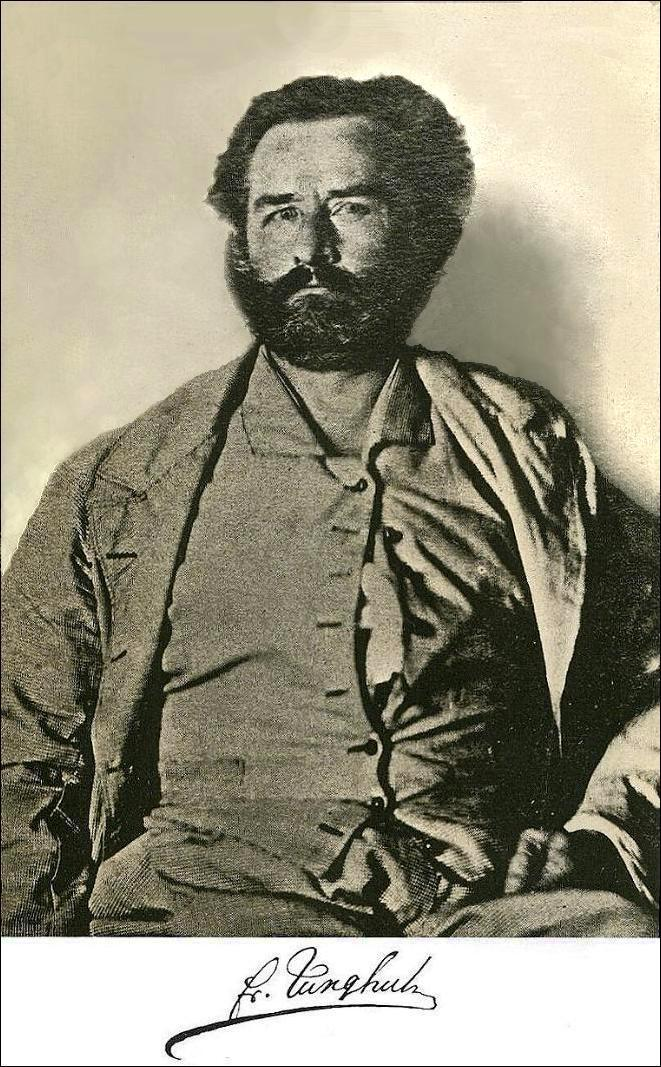
Franz Wilhelm Junghuhn († 1864)

- 1864: Franz Wilhelm Junghuhn, deutscher Naturforscher
- 1868: Franz Haniel, deutscher Unternehmer
- 1875: Juana Manso de Noronha, argentinische Schriftstellerin
- 1878: Albín Mašek, tschechischer Komponist
- 1883: Jules Sandeau, französischer Schriftsteller
- 1884: Isaac N. Arnold, US-amerikanischer Politiker
- 1887: Peter Karl von Aretin, deutscher Politiker
- 1889ː Matilda Gelhaar, schwedische Opernsängerin
- 1891: Helmuth Karl Bernhard von Moltke, preußischer Generalfeldmarschall
- 1898: Lucian Müller, deutscher klassischer Gelehrter
- 1899: Emilie Jenisch, deutsche Stifterin
- 1900: Othmar Blumer, Schweizer Industrieller und Politiker

### 20. Jahrhundert

#### 1901–1950
- 1902ː Marie Hesse, Lehrerin, evangelische Missionarin und Mutter von Hermann Hesse
- 1903: Friedrich Pecht, deutscher Historien- und Porträtmaler, Lithograf und Kunstschriftsteller
- 1904: Friedrich Ecklin, Schweizer evangelischer Geistlicher
- 1904: Friedrich Siemens, deutscher Industrieller
- 1905ː Hermine Gartner, österreichische Malerin
- 1906: Wilhelm Bogler, deutscher Architekt
- 1907: Patápio Silva, brasilianischer Flötist und Komponist

Poul la Cour († 1908)

- 1908: Poul la Cour, dänischer Wegbereiter moderner Windkraftanlagen, Meteorologe
- 1913: Wsewolod Michailowitsch Abramowitsch, russischer Flugpionier und Fluglehrer
- 1917: Oscar Blumenthal, deutscher Schriftsteller, Kritiker, Bühnendichter und Schachkomponist
- 1918: Jewno Fischelewitsch Asef, russischer Terrorist und Polizeispitzel
- 1919: Camille Erlanger, französischer Komponist
- 1920: Nathan Goff, US-amerikanischer Jurist und Politiker
- 1921: Josef Huber, österreichischer Landwirt und Politiker
- 1921: Julius Krautz, deutscher Scharfrichter
- 1923: Karl von Schwartz, deutscher Theologe
- 1924: Ferdinand Arnodin, französischer Ingenieur und Industrieller
- 1924: Granville Stanley Hall, US-amerikanischer Psychologe
- 1931: Francis Xavier Dercum, US-amerikanischer Neurologe
- 1933: Felix Adler, deutschamerikanischer Philosoph
- 1934: Émile Chautard, französischer Schauspieler und Regisseur
- 1936: Bernard van Dieren, niederländischer Komponist und Musikschriftsteller
- 1938: George Grey Barnard, US-amerikanischer Bildhauer
- 1939: Louis Trousselier, französischer Radrennfahrer
- 1941: Karin Boye, schwedische Schriftstellerin

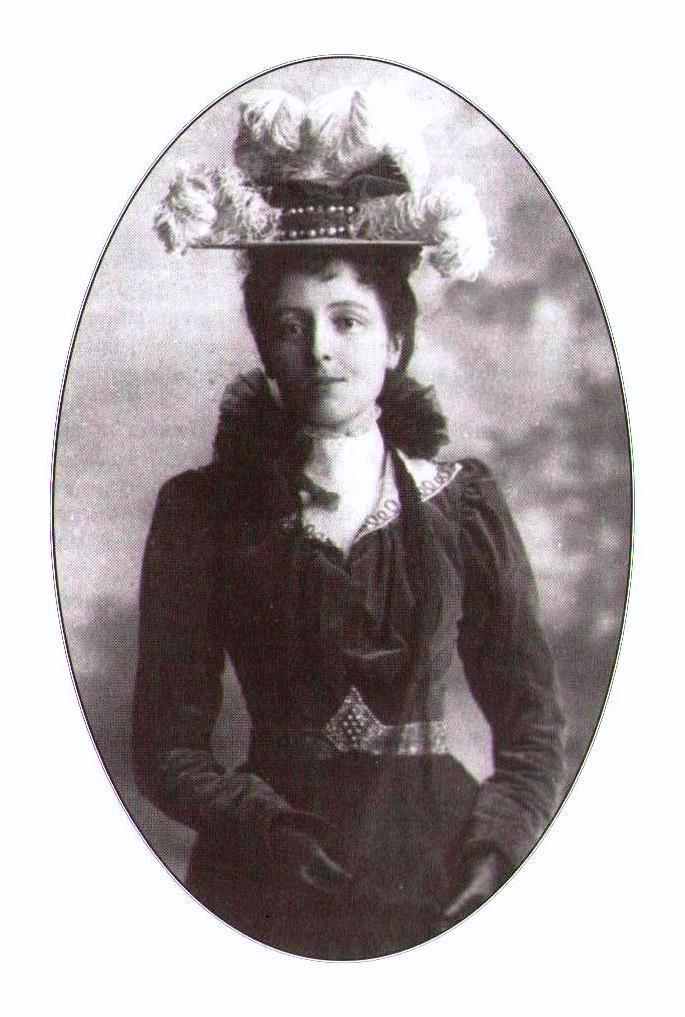
Lucy Maud Montgomery († 1942)

- 1942: Lucy Maud Montgomery, kanadische Schriftstellerin
- 1942: Fryco Rocha, niedersorbischer Dichter und Schriftsteller
- 1942: Heinrich Susemihl, deutscher Bildnismaler und Illustrator
- 1943: James Adams, schottischer Fußballspieler und -schiedsrichter
- 1943: Kurt von Hammerstein-Equord, deutscher General, gehörte zum erweiterten Kreis des militärischen Widerstands gegen Adolf Hitler
- 1944: Kilian Kirchhoff, deutscher Priester, Übersetzer und Dissident
- 1944: Dewey Scanlon, US-amerikanischer American-Football-Trainer
- 1945: Ernesto de Fiori, italienischer Bildhauer und Maler
- 1945: Otto Kellerhals, Schweizer Justizvollzugsbeamter
- 1945: Hans Koch, deutscher Jurist und Widerstandskämpfer gegen den Nationalsozialismus
- 1945: Anton de Kom, surinamischer Nationalist, Widerstandskämpfer und antikolonialer Autor
- 1945: Hermann Marchand, deutscher Jurist und Stadtentwickler
- 1948: Manuel María Ponce, mexikanischer Komponist
- 1948: Jāzeps Vītols, lettischer Komponist

#### 1951–2000
- 1953: Mahmud Afschartus, persischer General und Polizeichef von Teheran
- 1953ː Irmgard Meinhold, deutsche Malerin, Gründungsmitglied der Gruppe Dresdner Künstlerinnen
- 1954: Michail Leonidowitsch Starokadomski, russischer Komponist
- 1955: Alfred Polgar, österreichischer Schriftsteller
- 1956: Albrecht Alt, deutscher protestantischer Theologe (Alttestamentler)
- 1956: Kurt Moosdorf, deutscher Politiker
- 1956: Henry Stephenson, britischer Film- und Theaterschauspieler
- 1957: Andries Cornelis Dirk de Graeff, Generalgouverneur von Niederländisch-Indien und niederländischer Außenminister
- 1957: Andreas Nielsen, deutscher Generalleutnant
- 1959: Broadus Farmer, kanadischer Geiger und Musikpädagoge
- 1960: Norah de Kresz, englische Pianistin und Musikpädagogin

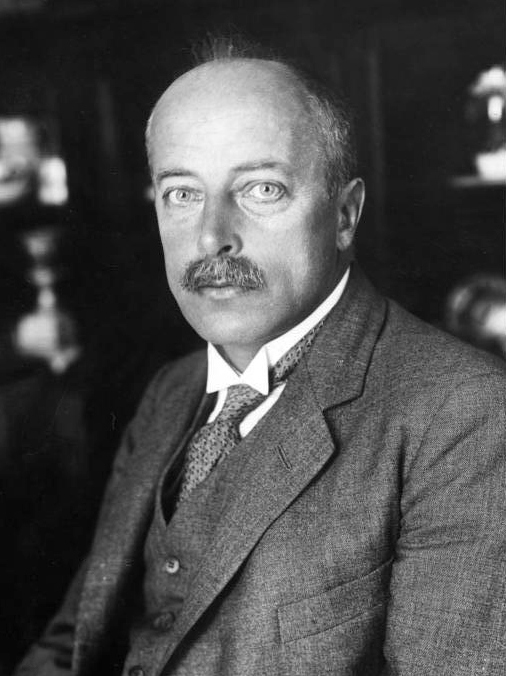
Max von Laue († 1960)

- 1960: Max von Laue, deutscher Physiker und Nobelpreisträger
- 1961: Rosario Bourdon, kanadischer Cellist, Dirigent, Komponist und Arrangeur
- 1962: Henry Stisted, britischer Autorennfahrer
- 1963: Karla König, deutsche Journalistin, Schriftstellerin und Kulturfunktionärin
- 1964: Gerhard Domagk, deutscher Pathologe und Bakteriologe
- 1966: Melecio Arranz, philippinischer Politiker
- 1966: Hans Christian Branner, dänischer Schriftsteller
- 1966: Louis A. Johnson, US-amerikanischer Politiker
- 1967: Enrico Dante, italienischer Geistlicher, Kurienkardinal
- 1967: Wladimir Michailowitsch Komarow, sowjetischer Kosmonaut
- 1968: Yakov Malkiel, US-amerikanischer Sprachwissenschaftler und Romanist
- 1969: Irmgard Woldering, deutsche Ägyptologin und Museumsleiterin
- 1970: Heinrich Blasius, deutscher Strömungsmechaniker
- 1970: Paul Lehmann-Brauns, deutscher Kunstmaler
- 1970: Otis Spann, US-amerikanischer Musiker
- 1972: Pem, deutsch-britischer Journalist und Schriftsteller
- 1972: Rudolf Sang, deutscher Schauspieler, Regisseur und Theaterintendant
- 1973: Konrad Ruthardt, deutscher Physiker
- 1974: Bud Abbott, US-amerikanischer Komiker und Schauspieler

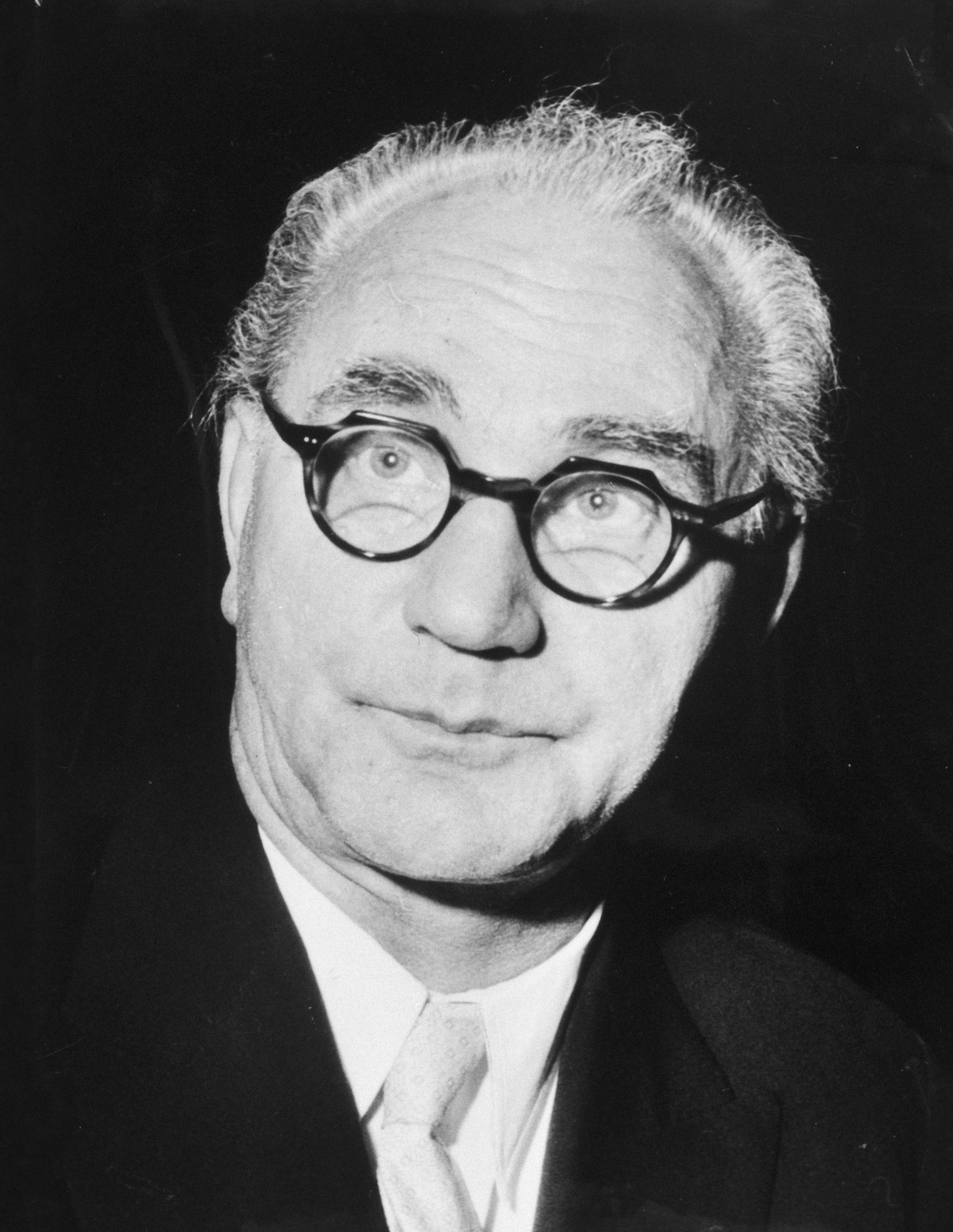
Franz Jonas († 1974)

- 1974: Franz Jonas, österreichischer Politiker und Staatsmann, Bürgermeister von Wien, Bundespräsident
- 1974: Wilhelm Goldmann, deutscher Verleger
- 1975: Andreas von Mirbach, deutscher Offizier und Diplomat
- 1975: Carl Schneiders, deutscher Maler
- 1976: Mark Tobey, US-amerikanischer Maler
- 1977: Josef Angermüller, deutscher Motorrad-Bahnrennfahrer
- 1977: Martin Heix, deutscher Politiker
- 1978: Heartley Anderson, US-amerikanischer American-Football-Spieler und -Trainer
- 1979: Sabih Arca, türkischer Fußballspieler und -funktionär
- 1979: Karl Seeburger, österreichischer Politiker
- 1980: Alejo Carpentier, kubanisch-französischer Schriftsteller
- 1982: John M. Ashbrook, US-amerikanischer Politiker
- 1982: Awalmir, afghanischer Sänger, Musiker und Komponist
- 1982: Ville Ritola, finnischer Leichtathlet und Olympiasieger
- 1982: Ernestine von Trott zu Solz, Leiterin einer therapeutischen Gemeinschaft für Mädchen

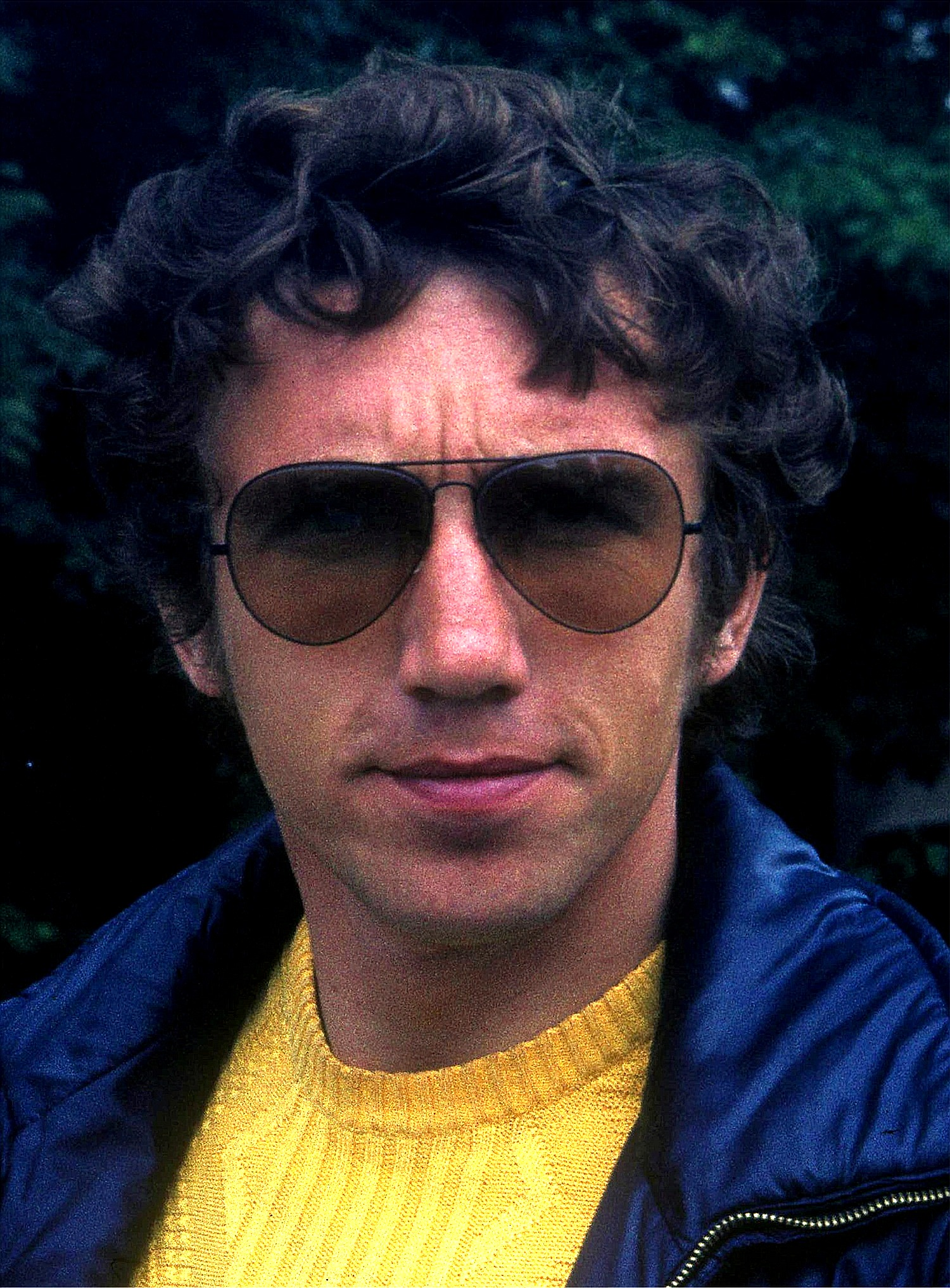
Rolf Stommelen († 1983)

- 1983: Rolf Stommelen, deutscher Formel-1-Rennfahrer
- 1985: Harry Thomson Andrews, südafrikanischer Diplomat
- 1986: Wallis Simpson, US-amerikanische Ehefrau des Herzogs von Windsor
- 1988: Michel Attenoux, französischer Musiker
- 1989: Franz Binder, österreichischer Fußballspieler
- 1992: Ilse Künkele, deutsche Schauspielerin
- 1993: Gustl Bayrhammer, deutscher Schauspieler
- 1993: Oliver Tambo, südafrikanischer Anti-Apartheids-Politiker
- 1994: Margot Trooger, deutsche Schauspielerin
- 1995: Hideyuki Ashihara, japanischer Karateka
- 1996: Walter Dreizner, deutscher Fotograf
- 1997: Robert Erickson, US-amerikanischer Komponist
- 1997: Marianne Neugebauer-Iwanska, polnisch-österreichische Malerin und Mosaikkünstlerin
- 1998: Axel Jüptner, deutscher Fußballspieler

### 21. Jahrhundert
- 2001: Al Hibbler, US-amerikanischer Sänger
- 2002: Hans-Jürgen Ewers, deutscher Ökonom
- 2002: Emil Friedman, tschechischer Musikpädagoge, Geiger und Dirigent
- 2003: Kazuko Saegusa, japanische Schriftstellerin, Essayistin und Literaturkritikerin
- 2004: José Giovanni, französisch-schweizerischer Schriftsteller und Filmemacher
- 2004: Estée Lauder, US-amerikanische Unternehmerin

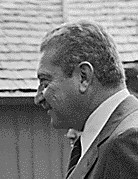
Ezer Weizman († 2005)

- 2005: Ezer Weizmann, israelischer Staatspräsident
- 2006: Erik Bergman, finnischer Komponist
- 2007: Arno Borst, deutscher Historiker
- 2008: Rolf Anschütz, deutscher Gastronom
- 2008: Tristram Cary, britisch-australischer Komponist
- 2008: Jimmy Giuffre, US-amerikanischer Jazzmusiker
- 2009: Susanne Dierolf, deutsche Mathematikerin
- 2010: Werner Arens, deutscher Theologe
- 2010: Fredy Rüegg, Schweizer Radrennfahrer
- 2010: Paul Schäfer, deutscher Gründer der Colonia Dignidad in Chile
- 2010: Dimitris Tsatsos, griechischer Rechtswissenschaftler, Mitglied des Europäischen Parlaments
- 2011: Marie-France Pisier, französische Schauspielerin
- 2012: Wim Hoddes, niederländischer Schauspieler und Sänger
- 2012: Anke Lautenbach, deutsche Sängerin
- 2012: Werner Schürmann, deutscher Bildhauer und Bariton
- 2012: Amos Vogel, US-amerikanischer Filmkritiker

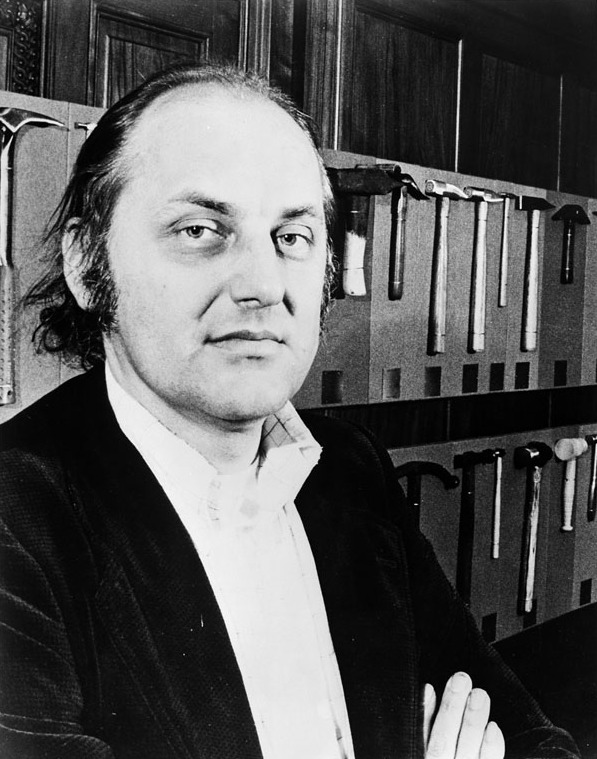
Hans Hollein († 2014)

- 2014: Hans Hollein, österreichischer Architekt
- 2014: Tadeusz Różewicz, polnischer Dichter und Bühnenautor
- 2015: Władysław Bartoszewski, polnischer KZ-Überlebender, Historiker, Politiker und Publizist
- 2015: Hans Krämer, deutscher Philosoph und Altphilologe
- 2016: Andreas E. Beurmann, deutscher Musikwissenschaftler und Mitbegründer des Hörspielverlages Europa
- 2016: Klaus Siebert, deutscher Biathlet und Biathlontrainer
- 2016: Papa Wemba, kongolesischer Sänger und Musiker
- 2017: Benjamin R. Barber, US-amerikanischer Politologe
- 2017: Robert M. Pirsig, US-amerikanischer Autor
- 2018: Henri Michel, französischer Fußballspieler und -trainer
- 2018: Emma Smith, britische Schriftstellerin
- 2019: Jean-Pierre Marielle, französischer Schauspieler
- 2020: Philip Douglas Broadhurst, neuseeländischer Jazzmusiker und Radiomoderator
- 2021: Christa Ludwig, deutsche Sängerin
- 2021: József Soproni ungarischer Komponist
- 2021: Ludwig Thürmer, deutscher Architekt

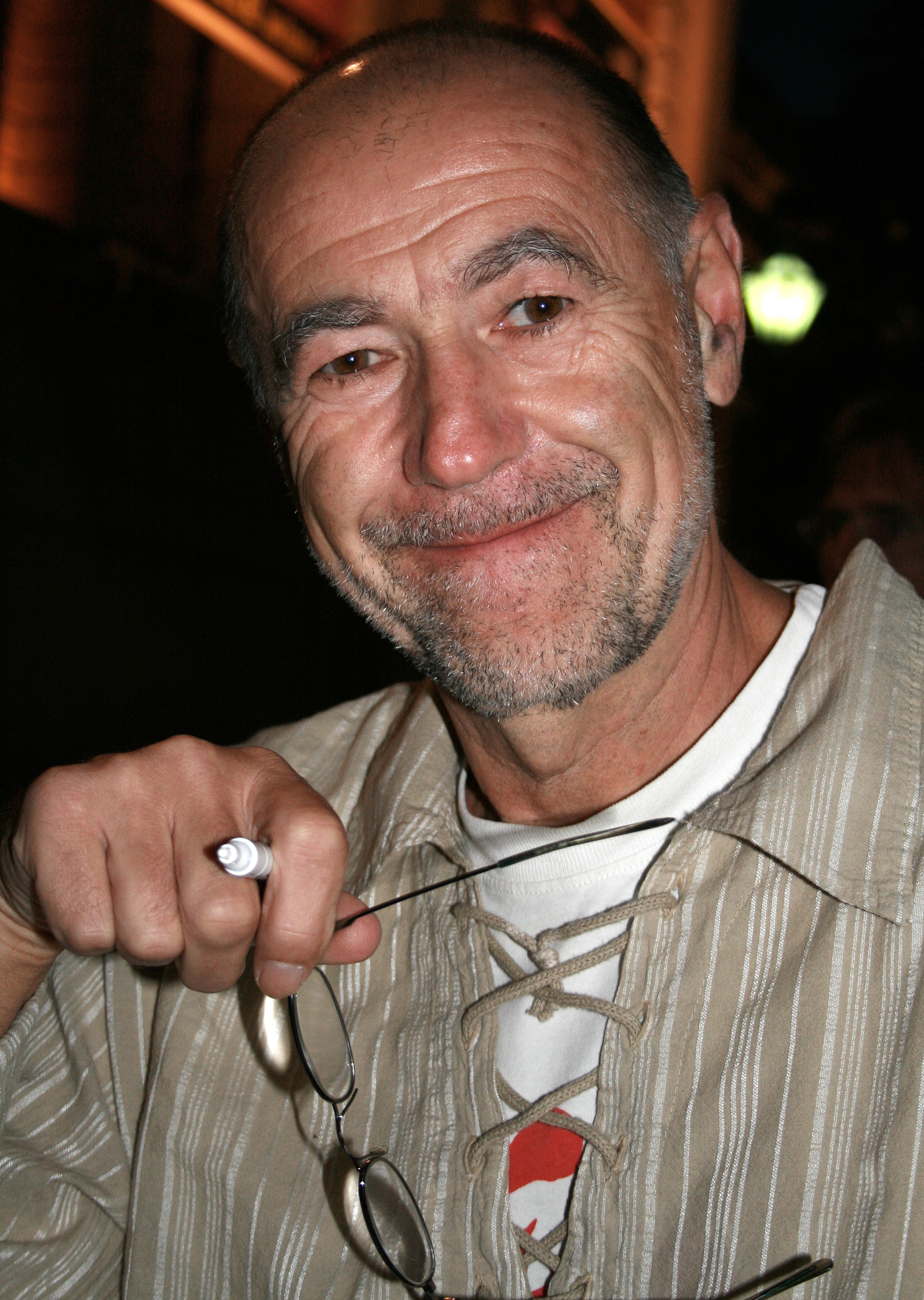
Willi Resetarits († 2022)

- 2022: Willi Resetarits, österreichischer Sänger, Musiker und Menschenrechtsaktivist
- 2023: Eliana Burki, Schweizer Musikerin
- 2023: Ernst Huberty, luxemburgisch-deutscher Sportjournalist und Fernsehmoderator
- 2024: Margaret Lee, britische Schauspielerin

## Feier- und Gedenktage
- Völkermordgedenktag in Armenien, Arzach und der Diaspora
- Kirchliche Gedenktage
  - Johann Walter, deutscher Kantor (evangelisch: EKD und LCMS)
  - Kagawa Toyohiko, japanischer Theologe und Sozialreformer (evangelisch, der anglikanische Gedenktag ist am 23. April)
  - Hl. Ivo, in England verehrter Heiliger, dessen sterbliche Überreste 1001 entdeckt wurden
  - Hl. Fidelis von Sigmaringen, deutscher Jurist, Ordenspriester und Märtyrer (katholisch)
  - Hl. Maria Kleophae, römische Jüngerin (katholisch)
  - Hl. Salome, römische Jüngerin (katholisch)
- Namenstage
  - Helmut, Marian, Wilfried

Weitere Einträge enthält die Liste von Gedenk- und Aktionstagen.